# 프랑시스 풀랑크
프랑시스 장 마르셀 풀랑크(프랑스어: Francis Jean Marcel Poulenc, 프랑스어 발음: [fʁɑ̃sis ʒɑ̃ maʁsɛl pulɛ̃k], 1899년 1월 7일~1963년 1월 30일)는 프랑스 가곡인 멜로디, 피아노 독주곡, 실내악, 합창곡, 오페라, 발레, 관현악곡을 비롯해 수많은 곡들을 남긴 프랑스의 작곡가이자 피아니스트이다. 대한민국에서는 뿔랑이라고도 알려져있다. 《세 개의 무궁동 (1919)》, 연가곡 《동물시집 (1919)》, 발레 《암사슴 (1923)》, 피아노와 18악기의 《오바드 (1930)》는 신선한 감각과 간결하고 사랑스러운 매력이 넘치는 풀랑크 초기 대표작이다.이후 1930년대부터 많은 가곡을 작곡하여 《가면무도회 (1932)》, 《미사곡 (1937)》, 《인간의 얼굴 (1943)》, 《스타바트 마테르 (1950)》 등 좋은 작품들을 낳았다. 제2차 세계 대전 후 아폴리네르에 의한 《티레시아스의 유방(乳房) (1944)》, 베르나노스에 의한 《카르멜회 수녀들의 대화 (1957)》, 콕토에 의한 《인간의 목소리 (1958)》 총 3개의 오페라를 작곡하였는데, 클로드 드뷔시 이후로 프랑스에 우수한 오페라 작품이 나타났다는 평가를 받았다.
프랑스 6인조의 일원으로 파리 출신이며 어릴 적부터 모차르트와 드뷔시를 열렬히 사랑하였다고 한다. 초기 작품에서 그 영향을 찾아볼 수 있으며, 전체적으로는 스트라빈스키나 사티의 영향도 엿보인다.
풀랑크는 부유한 공장주인 아버지 밑에서 태어나 가업을 이을 것으로 여겨져 음대에 진학하지 못하였다. 따라서 그는 음악을 독학하다가, 피아니스트 리카르도 비네스의 가르침을 받는데 그는 풀랑크의 부모님이 돌아가신 뒤 그의 멘토가 되어준다. 풀랑크는 또한 에릭 사티와도 일면식이 있어 그의 후견 하에 젊은 프랑스 작곡가의 모임인 6인조(프랑스어: Les Six)의 하나가 된다. 풀랑크의 초기작품들은 활발함과 그 특유의 불손함이 특징이다. 그러나 1930년대에 들어 좀 더 진중한 부분이 계발되는데, 1936년을 시작으로 종교음악들이 가벼운 음악들을 대체해나가는 모습에서 이러한 음악적 전환을 엿볼 수 있다.
풀랑크는 또한 훌륭한 피아니스트이기도 했는데, 특히 성악 고문이었던 바리톤 피에르 베르나크, 소프라노 드니즈 뒤발과 구미를 돌며 피아니스트로서의 명성을 얻었다. 이 때를 비롯해 1928년 이후로 많은 녹음을 남겼는데, 축음기의 중요성을 깨달은 1세대 작곡가들 중 한 명이라고 할 수 있다.
말년부터 큰 명성을 얻기 시작했는데, 처음에는 주로 해학적이고 가벼운 음악들이 사람들의 관심을 받았다. 그러다 21세기에 들어서 《카르멜회 수녀의 대화 (1957)》나 《인간의 얼굴 (1943)》 등 좀 더 무거운 음악들이 주목을 받기 시작했고, 성악곡들과 합창곡들이 많이 연주되기 시작했다.

## 생애

### 초기

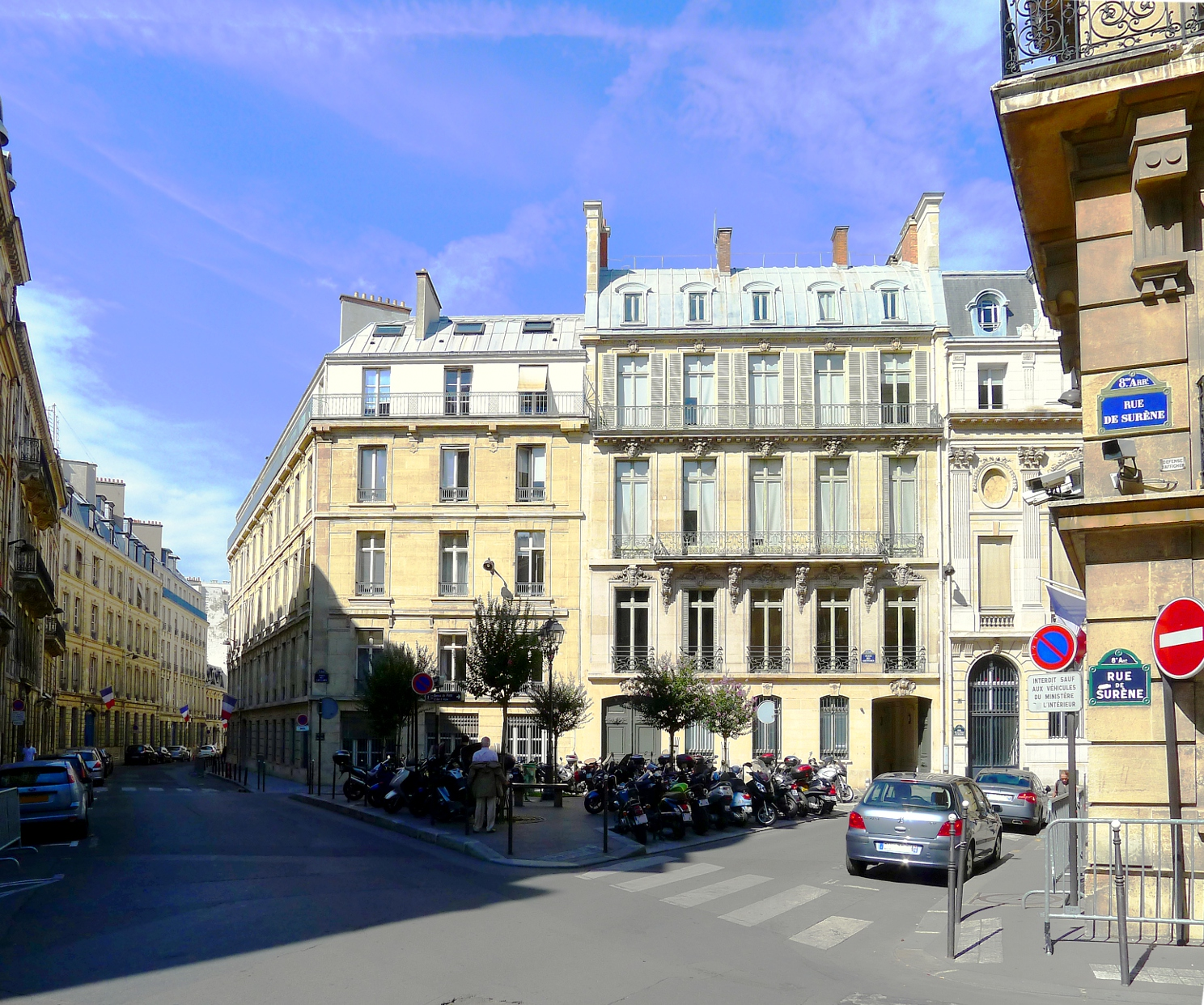
풀랑크가 태어난 곳인 플라스 드 소세(Place des Saussaies)

파리 8구에서 에밀 풀랑크Émile Poulenc와 제니 풀랑크Jenny Poulenc의 막내 아들로 태어났다. 아버지인 에밀 풀랑크는 아베롱주의 도시인 에스팔리옹Espalion의 독실한 가릭 집안에서 태어나 후에 '풀랑크 형제Poulenc Frères'라는 화학 회사의 공동 소유주가 되는데, 이 회사는 현재까지도 론풀랑크Rhône-Poulenc라는 제약회사로 유지되고 있다. 어머니인 제니 풀랑크는 예술에 폭 넓은 관심을 가진 파리지앵으로, 풀랑크는 후에 자신의 독실한 신앙은 그의 아버지로부터, 세속적이고 예술적인 부분은 어머니로부터 물려받았다고 회고한다. 평론가인 클로드 로스탕Claude Rostand은 풀랑크를 "반은 수도승, 반은 개구쟁이"라 평가하였다.

풀랑크는 음악과 친숙한 가정환경에서 자랐다. 그의 어머니는 집에서 고전주의 곡을 비롯해 잘 알려지지 않은 곡들을 피아노로 연습했는데, 이런 환경이 그가 살아가는 동안 '사랑스럽지만 나쁜 음악'의 취향을 갖는 데 기여하였다고 한다. 풀랑크는 다섯살 때부터 피아노 레슨을 받았으며, 여덟 살 때 드뷔시의 음악을 듣고 독창적인 음색에 매혹되었다. 또한 슈베르트의 겨울 나그네와 스트라빈스키의 봄의 제전으로부터 특히 깊은 영향을 받았다. 후에 음악원에 진학하지 않고 아버지의 뜻대로 파리 9구에 있는 리세 콩도르세Lycée Condorcet에서 수학하였다.

17세가 되던 해인 1916년에는 친구인 레몽 리노시에Raymonde Linossier, 1897-1930로부터 작가 아드리엔 모니에Adrienne Monnier의 서점 "책 친구들의 집Maison des Amis des Livres"을 소개받는다. 그리고 여기서 기욤 아폴리네르, 막스 자코브, 폴 엘뤼아르, 루이 아라공 등의 아방가르드 시인들을 만나며 후에 이들의 시를 위한 음악을 작곡한다. 또한 같은 해에 피아니스트 리카르도 비네스의 제자가 되는데, 후에 다음과 같이 회고한다.
아주 유쾌한 사람으로, 거대한 콧수염을 가진 괴짜 귀족hidalgo이었다. 가장자리가 평평한 솜브레로를 쓰고 단추가 달린 부츠를 신고 다녔는데, 내가 페달을 충분히 누르지 않았을 때면 부츠로 정강이를 툭툭 치곤 했다. ... 나는 그를 미친듯이 좋아했었는데, 1914년에는 그만큼 드뷔시와 라벨을 잘 치는 사람이 없었기 때문이다. 비네스와의 만남은 나의 인생에서 가장 중요한 사건이었다. 나는 그에게 모든 것을 빚졌다. ... 풋내기 시절의 노력과 피아노에 대한 모든 지식이 다 그로부터 나왔다.

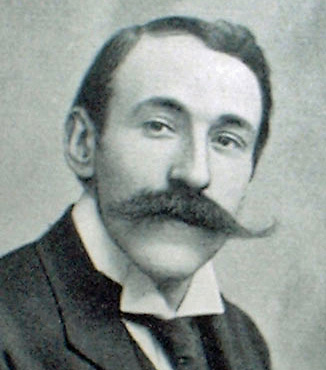
풀랑크의 스승인 피아니스트 리카르도 비네스의 1914년도 사진

1916년의 풀랑크는 작년에 어머니를 여읜 상태였고, 이듬해에는 아버지까지 잃게 된다. 이에 따라 풀랑크는 비네스를 단순히 스승이 아닌 정신적인 멘토로 깊이 의지하게 된다. 비네스는 풀랑크가 작곡을 할 수 있도록 용기를 북돋아 주었으며 그의 초기 피아노 곡 세곡을 직접 초연해준다. 풀랑크는 비네스를 통해 조르주 오리크, 에릭 사티와 친분을 쌓게 되는데, 이 둘은 풀랑크의 음악적 발달에 지대한 공헌을 한다. 이들 중 오리크는 첫 만남 당시에 이미 파리의 주요 공연장에서 연주를 한 경험이 있을 정도로 앞서있었는데, 이후 풀랑크의 가장 친한 친구이자 길잡이가 된다. 풀랑크는 열정과 음악관에 일치하는 부분이 많아 이후 오리크를 "나의 영혼의 참된 형제"였다고 평가한다.
사티는 오리크, 루이 뒤레, 아르튀르 오네게르 등 젊은 신예 작곡가들의 멘토가 되어주었으나, 괴짜기질이 심해 주류 프랑스 음악 단체로부터 고립된 사람이었다. 그는 처음에 풀랑크를 단지 부르주아 아마추어 정도로 평가하며 무시했지만 나중에는 마음을 누그러뜨리고 그의 멘티 그룹인 "새로운 젊은이Les Nouveaux Jeunes"로 받아들인다. 사티의 영향은 실로 지대하여서 풀랑크 본인도 "정신적, 음악적 차원에서 밀접하고 넓은 영향을 받았다"고 회고하며, 피아니스트 알프레드 코르토는 풀랑크의 곡 《세 개의 무궁동》에 대해 "사티의 풍자적 작풍을 현 지식인 계층의 민감한 잣대로 개조한 것"이라는 평을 남겼다.

### 첫 번째 작곡과 프랑스 6인조
1917년에 5악장짜리 실내악 《흑인 랩소디Rapsodie nègre》를 사티에게 헌정하고, 제인 바토리가 기획한 "신음악을 위한 콘서트"에서 초연을 가진다. 《흑인 랩소디》의 두 악장에는 라이베리아 시가가 인용되는데, 이는 당시 파리에서 아프리카의 예술이 유행했던 것을 반영한다. "레그-풀랑크leg-Poulenc"라는 용어는 영미의 비평가들이 이 작품에 인용된 시가를 묘사하며 처음 사용하기 시작한다. 이고르 스트라빈스키는 이 곡에 감명받아 출판업자들과 계약할 수 있도록 지원해주었는데, 풀랑크는 이 은혜를 죽을때까지 잊지 못한다. 모리스 라벨 역시 이 곡을 재미있어 했으며 풀랑크가 새로운 민속을 개발했다고 평가하였다. 이후 풀랑크는 라벨과 깊은 대화를 주고받을 정도의 관계를 맺는다. 그러나 풀랑크는 자기가 볼 때 그리 대단하지 않은 작곡가들을 라벨이 굉장히 높이 평가하는 것을 보고 당혹스러워한다. 풀랑크는 이 만남에 대해 사티에게 편지하는데, 사티는 라벨이 '쓰레깃더미'라고 이야기한다. 그러나 풀랑크는 라벨에게 한 명의 남자로서 존경심을 가졌으며 라벨이 자신의 음악에 가졌던 겸손한 태도를 따라가는 삶을 산다.
제1차 세계 대전 말인 1918년 1월부터 전쟁 직후인 1921년 1월까지 프랑스 육군으로 징집된다. 1918년 7월에서 8월 사이에 프랑스-독일 전선에서 복무하였으며, 전쟁이 끝난 후에는 여러 가지 보조작업을 하다가 항공부의 타자원으로 제대한다. 그는 징집된 동안 여러 곡을 썼는데, 생마르탱쉬르르프레(프랑스어: Saint-Martin-sur-le-Pré)의 초등학교에서는 피아노를 위한 《세 개의 무궁동Trois mouvements perpétuels》과 피아노 이중주를 위한 소나타, 그리고 아폴리네르의 시를 바탕으로 연가곡 《동물시집Le bestiaire》을 작곡했다. 비록 소나타는 대중에게 큰 인상을 남기지 못했지만 《동물시집》은 프랑스에서 풀랑크의 이름을 알리는 데 공헌했고, 《세 개의 무궁동》은 얼마 지나지 않아 세계적인 성공을 거두었다. 풀랑크는 전쟁 중 급히 작곡하면서 사용할 수 있는 악기는 가리지 않고 사용해야 한다는 깨달음을 얻었고, 이후로도 특이한 구성의 연주자를 위한 곡들을 작곡하게 된다.

이 시기의 풀랑크는 자신이 전문적 음악 교육을 받지 못했다는 것을 자각한다. 풀랑크의 음악이 기술적으로 단순함에도 불구하고 후기 낭만주의 음악의 풍부함으로부터 "신선하고 태평한" 음악으로 대중이 돌아선 덕분에 운 좋게 성공을 거둘 수 있었다는 평가도 받는다. 1917년에서 1920년까지 몽파르나스의 살레 하위헌스에서 젊은 작곡가들의 콘서트가 첼리스트인 펠릭스 델그랑주(Félix Delgrange)의 지도 아래에 여러 번 열렸는데, 여기서 풀랑크의 초기작들 중 네 곡이 초연된다. 풀랑크와 함께 프랑스 6인조가 되는 오리크, 뒤레, 오네게르, 다리우스 미요, 제르맹 타유페르 역시 여기에 참가하였다. 콘서트 하나가 끝난 후 "다섯 명의 러시아인, 여섯 명의 프랑스인과 사티"라는 제목의 기사가 발행되는데, 이에 대해 미요는 다음과 같은 글을 남긴다.
콜레는 완전히 제멋대로 오리크, 뒤레, 오네게르, 풀랑크, 타유페르, 그리고 나를 육인조로 선정했다. 이는 순전히 우리들이 서로 친하게 알고지냈으며 같은 프로그램에서 등장했다는 이유로, 서로 다른 성격과 생각을 가지고 있다는 점은 고려되지 않았다. 오리크와 풀랑크는 콕토의 사상을 따르며, 오네게르는 독일 낭만주의 곡들을 쓰는데 비해 내 취향은 지중해의 서정적인 예술이다 ... 콜레의 기사는 육인조 그룹이 탄생한 듯한 인상을 남겼다.
콕토는 6인조와 비슷한 나이였음에도 불구하고 그들에게 아버지 같은 존재였다. "역설적이고 비문체"라는 평가를 받는 그의 문체는 낭만주의에 반하는 것이었으며, 간결하고 또한 불손했다. 풀랑크는 이런 그에게 큰 감명을 받아 1919년부터 1961년까지 그의 글을 음악으로 만든다. 6인조는 각자 한 부분을 만드는 식으로 1920년에 피아노 조곡 《육인의 앨범L'Album des Six》을 작곡한다. 1921년에 발표된 발레 《에펠탑 위의 결혼식Les mariés de la tour Eiffel》는 미요가 세 곡을, 오리크, 풀랑크, 타유페르가 각자 두 곡씩을, 오네게르가 한 곡을 작곡했다. 이 당시 뒤레는 6인조와 거리를 둔 관계로 이 작품에 참여하지 않았다.
전문적 음악 교육을 받지 못했다는 생각은 1920년대 초반까지 남아있었다. 그의 스승인 사티 역시 음악대학에서 전문적으로 음악을 배운 사람은 아니었으므로 이러한 고민은 계속되었다. 라벨은 풀랑크에게 작곡 교육을 받을 것을 제안했고, 미요는 스승으로 샤를 케클랭을 추천한다. 오리크는 풀랑크가 가진 색채를 드러낼 수 있도록 했다면, 케클랭은 풀랑크의 태생적인 가벼운 스타일을 억압했다는 평가를 받는다. 풀랑크는 그에게 1921년부터 1925년까지 간헐적으로 음악교육을 받는다.

### 1920년대, 인기를 얻어가다
풀랑크는 1920년대 초부터 국제적으로, 특히 영국에서 피아니스트와 작곡가로서 인정을 받는다. 1921년 《맨체스터 가디언》의 한 기사는 "이제 막 20대에 접어든 젊은 사내인 프랑시스 풀랑크를 주시하고 있다. 그는 소극 장르를 우선적으로 파보는 것이 좋겠다"고 평했다. 특히 해당 기사를 쓴 어니스트 뉴먼은 코넷, 트롬본, 바이올린, 타악기의 특이한 구성을 가진 풀랑크의 가곡 《코카르데Cocardes》처럼 달콤하게 우스꽝스러운 음악은 거의 들어본 적 없다고도 덧붙였다. 1922년 풀랑크와 미요는 알반 베르크, 안톤 베베른, 아르놀트 쇤베르크를 만나기 위해 빈으로 갔다. 그러나 이는 오스트리아의 혁명적인 12음주의에 감화되어서가 아니라, 새로운 사조의 제안자들에게 동경의 마음을 품고 있었기 때문이다. 이듬해 풀랑크는 세르게이 댜길레프로부터 발레 한편의 악보를 온전히 받는다. 풀랑크는 18세기 프랑스의 페트 갈랑트를 모던풍으로 재현하여 이 발레의 주제곡으로 삼기로 결정한다. 이렇게 탄생한 《암사슴Les biches》은 1924년 1월 몬테 카를로에서 초연을 가지는데 즉각적인 성공을 거두었으며, 5월에는 앙드레 메사제의 감독 하에 파리에서 공연을 가진다. 이 곡은 지금까지고 풀랑크의 가장 잘 알려진 곡들 중 하나다. 유명인이 된 풀랑크는 사티가 적개심을 가지고 있던 음악학자 루이 라루아와 교류를 가지게 되는데, 이를 계기로 사티와 풀랑크의 사이가 멀어지게 된다. 오리크 역시 댜길레프의 발레 《귀찮은 것들Les Fâcheux》로 유명세를 얻었는데, 마찬가지로 라루아의 친구가 되었다는 이유로 사티와 절연하게 된다.

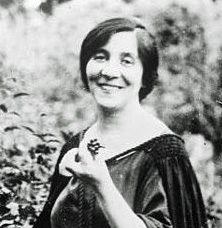
풀랑크의 친구이자 동료, 완다 란도프스카 (1923년)

풀랑크는 10년 동안 또다른 발레곡 《오바드》를 비롯해 가곡과 실내악에 이르기까지 여러 곡을 작곡했다. 1926년에 열린 케클랭과 오리크의 음악회에서 바리톤 베르나크가 풀랑크의 가곡을 부르는데, 그는 "곧 풀랑크의 이름과 분리될 수 없는" 사람이 된다. 풀랑크가 가깝게 지낸 또 다른 사람으로는 하프시코드 연주자 완다 란도프스카가 있다. 란도프스카는 하프시코드가 사용된 가장 이른 시기의 현대음악인 마누엘 데 파야의 《페드로의 인형극El retablo de maese Pedro (1923)》의 독주자였는데, 풀랑크는 그 음색에 사로잡힌다. 그녀의 요청에 따라 풀랑크는 《전원 협주곡Concert champêtre》을 작곡해 1929년 피에르 몽퇴 지휘의 파리 교향악단(프랑스어: Orchestre Symphonique de Paris)과 함께 초연한다.
1920년대 후반의 풀랑크는 누구나 부러워 할 만한 사람이 되어있었다. 직업적으로 성공했고, 아버지의 막대한 부를 물려받아 독립해 유복한 삶을 살고 있었다. 파리에서 남서쪽으로 140마일(230km)에 떨어져있는 앵드르에루아르주의 시골인 누아제의 그랑콕토(Le Grand Cocteau)라는 저택을 구입해서 편안한 환경에서 곡을 쓰고 싶을 때면 가서 쉬었다. 그런데 이런 부유하고 편안한 삶 속에서도 그를 고통스럽게 한 것은 동성애 성향이었다. 그는 화가 리샤르 샹레르를 만나며 이 문제에 대해 처음으로 진지하게 고민하기 시작하는데, 그에게 보낸 《전원 협주곡》의 악보에 써 넣은 "당신은 나의 삶을 바꾸었습니다. 당신은 내 30년 인생의 태양이며, 내가 살아가며 일하는 이유"라는 구절에서 잘 볼 수 있다. 그러나 이러한 감정에도 불구하고 풀랑크는 친구인 레몽 리노시에에게 청혼한다. 하지만 리노시에는 풀랑크가 동성애자인 것을 몰랐음에도 이 청혼을 거절하였고, 결국 둘의 사이는 어색해지게 된다. 풀랑크는 이에 우울해지는데, 1930년 1월 리노시에가 32세의 나이로 급사하면서 엄청난 비탄에 빠진다. 풀랑크는 그녀의 죽음에 대해 "내 삶의 모든 부분이 그녀의 것이었으니, 내 젊음은 그녀와 함께 떠났다. ... 난 지금 이십년을 늙었다"라는 글을 남긴다. 반면 상레르에 대한 감정은 점점 희미해져 1931년에는 거의 사라진다. 그럼에도 그 둘은 평생동안 좋은 친구로 지낸다.

### 1930년대, 진지해지다
1930년대 초 풀랑크는 2년간 멈췄었던 가곡 작곡을 재개한다. 리노시에를 추억하며 말레르브의 시로 가곡 《묘비명Epitaphe》을 짓는데, "어떻게 봐도 심원한 곡"이라는 평가를 받는다. 이듬해에는 아폴리네르와 막스 자코브의 글로 세 개의 가곡집을 작곡한다. 이 곡들 중 일부에서 진지한 분위기가 나타나지만, 나머지는 그의 다른 1930년 초 곡들과 마찬가지로 가벼웠던 과거 작풍을 떠올리게 한다. 1932년에는 레지널드 켈과 길버트 빈터가 BBC에서 그의 클라리넷과 바순을 위한 소나타를 연주하여 최초로 방송을 탄 음악 중 하나가 된다. 이때쯤 풀랑크는 운전기사인 레몽 데투슈Raymond Destouches를 알게되어 샹레르와 비슷한 관계를 맺지만 연인으로 발전하지는 않고 평생을 친구로 살아간다. 데투슈는 1950년대에 결혼한다.
신앙심과 진중함은 한 사건을 계기로 계발된다. 1936년에 친구인 피에르 옥타브 페루가 차 사고로 목숨을 잃는다. 이후 풀랑크는 로카마두르 성지를 방문하는데, 이 방문에 대해 후에 다음과 같이 묘사한다.

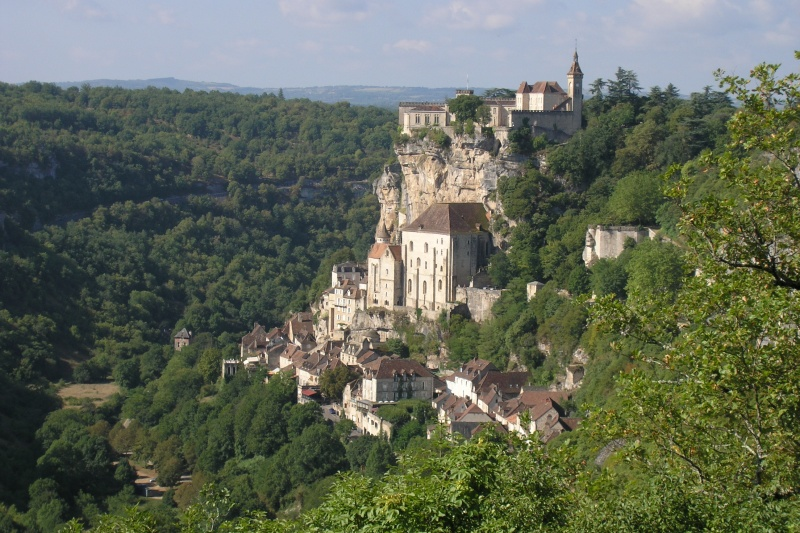
풀랑크가 종교적 작품을 작곡하는 계기가 된 장소 로크마두르

며칠 전 내 동료의 비극적인 죽음을 전해들었다 ... 인간의 나약한 육신에 대해 숙고하며 영적인 삶으로 빠져들었다. 로카마두르는 내 유년기의 신앙이 회복되는데 영향을 주었다. 이 성지는 의심할 여지 없이 프랑스에서 가장 오래되었고 ... 모든 부분에서 나를 사로잡았다 ... 로카마두르를 방문한 날 저녁, 여성 가수와 오르간을 위한 《검은 성모의 연도(連禱)Litanies à la Vierge noire》의 작곡을 시작하였다. 이 작품에서 나는 나를 높은 성당으로 힘차게 밀어넣은 "농부의 신앙"의 기운을 전달하고자 하였다.
이후에 작곡된 곡들은 이 깨달음을 이어받는다. 폴 엘뤼아르의 초현실적이고 인문주의적인 시들에 붙인 곡들 역시 이 시기에 작곡되었다. 1937년에는 소프라노와 혼성 합창단의 아카펠라를 위한 사장조 미사를 작곡한다. 이 곡은 처음으로 작곡한 대형 종교음악이자, 그의 모든 종교음악들 중 가장 자주 연주되는 곡이다. 그러나 모든 곡이 진지했던 것만은 아닌데, 이본 프랭탕을 스타로 만들어준 연극 《여왕 마고La Reine Margot》에 16세기 춤곡 풍의 음악을 붙여 쓴 《프랑스 모음곡Suite française》이 대표적이다. 진중한 면모는 1950년대에나 널리 받아들여지기 시작하였고, 그 이전의 비평은 모두 풀랑크를 가벼운 느낌의 곡을 쓰는 사람으로 간주한다.
1936년 풀랑크는 베르나크와의 연주회를 자주 가지기 시작한다. 이들은 파리의 고등사범학교에서 《엘뤼아르의 다섯 시Cinq poèmes de Paul Éluard》의 초연을 시작으로 1959년 베르나크가 은퇴하기까지 20년 넘게 전 세계를 누비며 함께 연주한다. 풀랑크는 그를 위해 90개가 넘는 곡을 썼으며, 작곡가로서 그와의 만남을 엘뤼아르와 란도프스카와 더불어 "세가지 중요한 만남" 중 하나라고 평가한다. 풀랑크는 그에게 가곡 뿐 아니라 오페라나 합창곡을 쓸 때도 조언을 받았는데, "25년동안 베르나크는 풀랑크의 상담가이자 양심이었다"고 평가받는다.
1930년대에는 영국에서도 유명세를 얻는다. 런던의 BBC와도 좋은 관계를 맺어 그가 쓴 여러 곡들이 방영되었으며, 1938년에는 베르나크와 함께 영국에서의 첫 번째 연주여행을 가진다. 미국에서도 유명세를 얻어 "프랑스의 재치, 우아함, 기개의 정수"라는 평가를 받는다. 풀랑크는 1930년대 말에도 진중한 곡과 가벼운 분위기의 곡을 모두 작곡한다. 《네 개의 고해 모테트Quatre motets pour un temps de pénitence (1938-39)》와 죽음에 대한 슬픈 명상곡인 《수레국화Bleuet (1939)》은 이 시기에 작곡된 대표적인 진중한 곡이고, 연가곡집 《유희의 약혼식Fiançailles pour rire》은 《암사슴》의 가벼운 분위기를 물려받고 있다.

### 1940년대, 전쟁을 겪으며
제2차 세계 대전 동안 풀랑크는 1940년 6월 2일 소집되어 보르도의 방공부대에서 복무하였다. 프랑스의 항복 이후 1940년 7월 18일에 소집 해제되어 그 해 여름은 가족과 친구들과 함께 프랑스 남부의 중심지인 브리브라가야르드에서 보낸다. 전쟁 초기에 그는 새로운 곡을 쓰기보다도 《암사슴》의 관현악부를 다듬거나 피아노와 관악기를 위한 《육중주》를 재작업한다. 브리브라가야르드에서는 세 곡의 작업을 시작하고, 누아제의 집으로 돌아와서는 10월달에 네 번째 곡의 작업을 시작한다. 피아노와 내레이터를 위한 《아기 코끼리 바바 이야기L'Histoire de Babar, le petit éléphant》, 《첼로 소나타》, 발레 《전형적 동물들Les Animaux modèles》, 연가곡 《평범한 것들Banalités》이 이 때 작곡되었다.

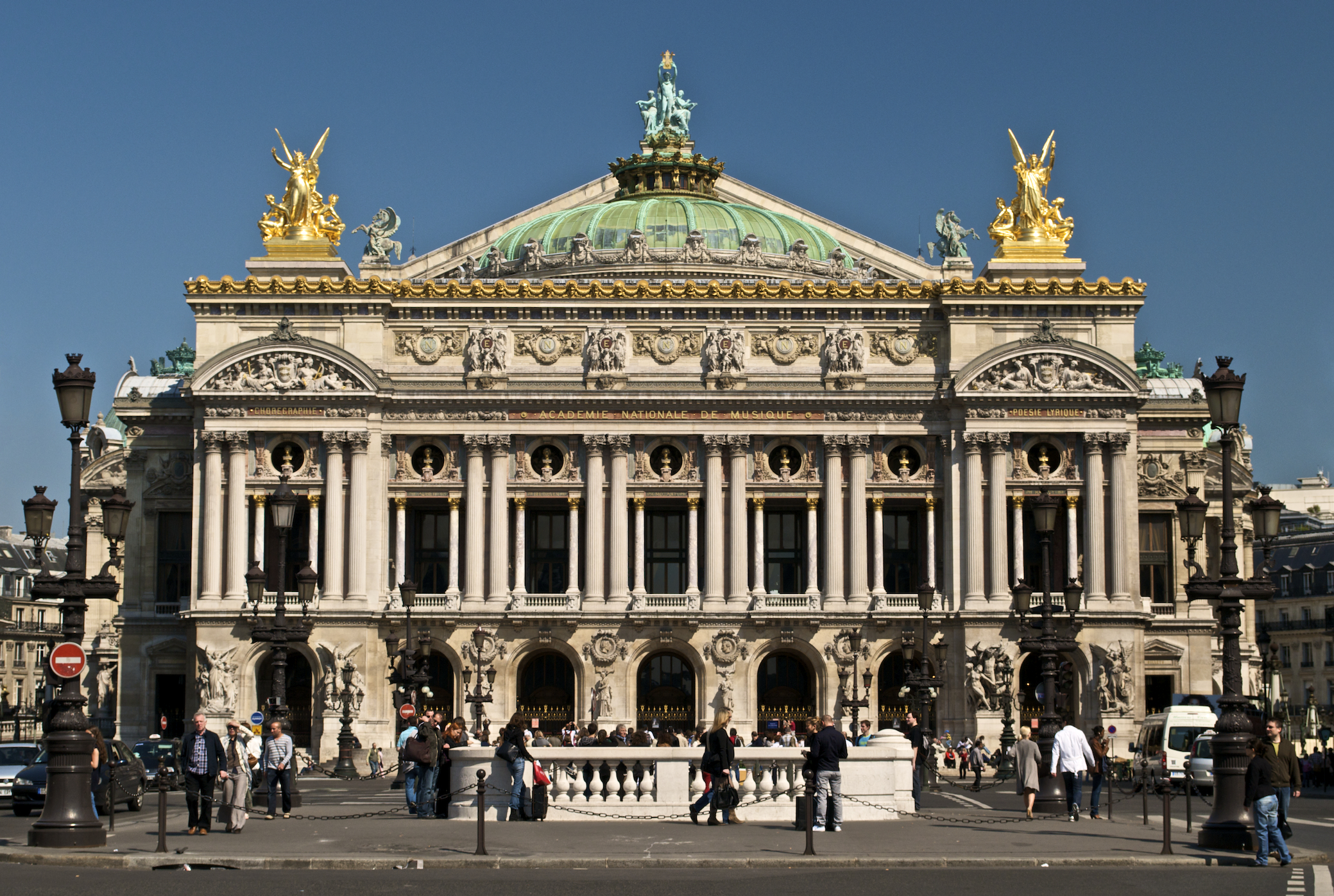
1942년 《전형적 동물들》이 초연된 파리 오페라(오페라 가르니에)

풀랑크는 전쟁 중 대부분을 베르나크와 파리에서 가곡 연주회를 열며 지냈다. 동성애 성향으로 인해 나치 치하에서 매우 위험한 위치에 놓여있었는데, 실제로 그의 전 연인이었던 데투슈는 가까스로 체포와 추방을 모면한다. 그럼에도 풀랑크는 음악에 독일에 대한 저항의식을 담는다. 레지스탕스 사이에서 유행하던 폴 엘뤼아르나 루이 아라공의 시구에 노래를 붙였으며, 이 외에도 1942년에 파리 오페라에서 초연한 《전형적 동물들》에서 독일 체제에 반대하는 음악 《알자스와 로렌은 네 것이 아니다Vous n'aurez pas l'Alsace et la Lorraine》의 선율을 반복해서 사용하였다. 또한 그는 나치가 금지한 음악가인 미요와 파울 힌데미트와 내통중이라는 의심을 받던 국민전선의 설립 멤버이기도 했다. 1943년에는 벨기에를 위해 엘뤼아르의 여덟 시에 기반하여 무반주 이중합창을 위한 칸타타 《인간의 얼굴Figure humaine》을 작곡한다. 이 곡의 마지막 악장은 "자유Liberté"인데, 나치 치하의 프랑스에서 결코 주어질 수 없는 것이기에 대조적이다. 이 곡은 1945년 3월 런던의 BBC 스튜디오에서 초연되나 파리에서는 1947년까지 연주되지 않는다. 타임스지의 비평가 윌리엄 맨은 이 곡이 "우리 시대의 가장 우수한 합창곡들 중 하나로, 이 곡 하나만으로도 그가 이류 작곡가라는 평이 그를 격하시키기 위한 것이라는 것을 알 수 있다"는 글을 남긴다.
1945년 1월, 프랑스 정부의 명을 받고 파리를 떠난 풀랑크와 베르나크는 런던에서 열렬한 환영을 받는다. 런던 필하모닉 오케스트라의 응접을 받았으며, 로열 앨버트 홀에서 벤저민 브리튼과 풀랑크 본인의 피아노 연주로 《두 대의 피아노를 위한 협주곡》을 연주한다. 또한 위그모어 홀과 내셔널 갤러리에서는 베르나크와 함께 멜로디와 피아노곡을 연주하기도 했는데, BBC가 연주를 녹음하였다. 베르나크는 대중의 반응을 버거워했는데, 풀랑크와 함께 위그모어 홀의 무대로 나갈 때 "관중들이 일어나자 나는 노래를 시작할 감정이 아니었다. 나는 울기 시작했다"고 말했다. 2주간의 런던 순회공연을 마친 후, 1940년 5월에 첫 차와 첫 배를 타고 파리로 돌아간다.
파리에서 《아기 코끼리 바바 이야기》와 《티레시아스의 유방Les mamelles de Tirésias》의 작업을 마치는데, 아폴리네르의 동명의 연극을 기반으로 하는 한 시간 길이의 오페라 부파인 《티레시아스의 유방》은 풀랑크의 첫 오페라이다. 이 오페라는 "활기찬 뒤죽박죽"속에 "전쟁으로 파괴된 프랑스를 다시 일으키고 번성케 해야 한다는" 깊은 슬픔의 주제를 담고 있다는 평가를 받는다. 1947년 6월에 오페라 코미크에서 초연되어 비평가들에겐 호평을 받지만, 대중적인 성공을 거두지는 못한다. 소프라노 드니즈 뒤발이 주연을 맡았는데, 후에 베르나크가 그랬듯 풀랑크와 함께 많은 연주회를 다녔으며 곡을 헌정받기도 한다. 풀랑크는 그녀를 "나를 울리는 나이팅게일Mon rossignol à larmes"라는 애칭으로 불렀다.

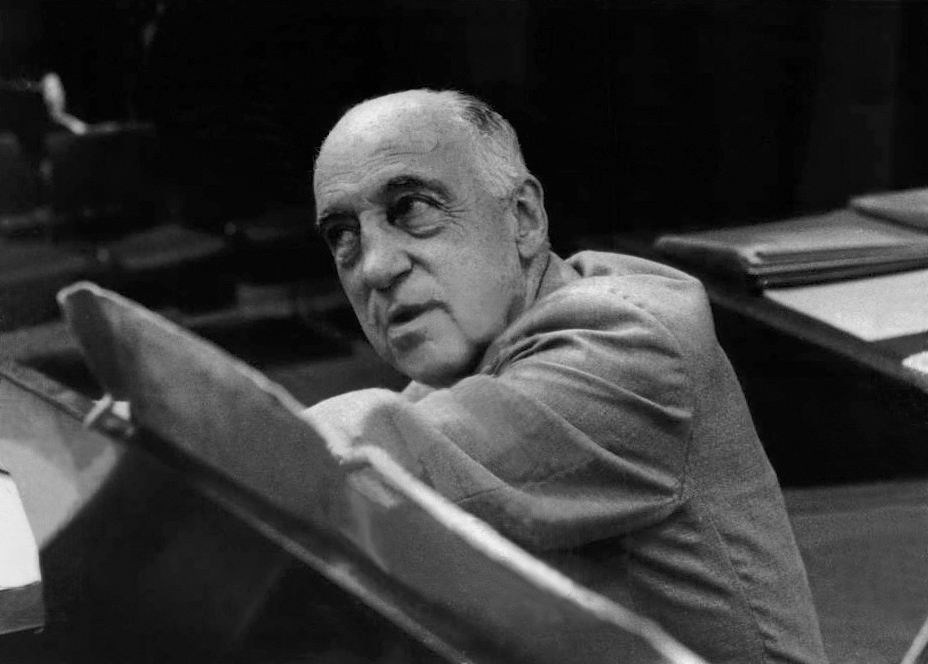
피에르 베르나크 (1960년)

전쟁 직후 프레데리크 레베데프Fréderique Lebedeff라는 여성과 염문이 난다. 1946년 둘 사이에 마리앙주Marie-Ange라는 이름의 딸이 태어나 풀랑크는 대부를 자처하고, 레베데프와 마리앙주를 계속 지원하였다.
이 시기의 풀랑크는 스트라빈스키의 작품들을 부정하고 오직 신빈악파의 음악만 고집하는 신세대 작곡가들과 논쟁을 벌인다. 풀랑크는 스트라빈스키를 변호하며 불신을 담아 "1945년에 우리는 12음 기법만이 현대음악을 구원할 미학이라는 양 말하고 있다"고 말한다. 또한 쇤베르크의 음악은 "불모지, 돌멩이 죽, 유사 음악, 시적인 마약"이며 베르크가 음렬주의를 제대로 이끌고 있다고 평하는데, 이는 피에르 불레즈 등의 작곡가가 그를 멀리하는 계기가 된다. 이들은 풀랑크를 전쟁 이전의 하찮고 반동적인 골동품이라고 비난한다. 이러한 분위기에서 풀랑크는 진중한 음악에 더욱 집중하여 프랑스 대중을 설득하고자 한다. 그 결과 미국과 영국의 교회에서는 풀랑크의 종교곡이 자주 연주되었지만, 프랑스에서는 큰 반향을 얻지 못해 대중과 비평가들로부터 종종 경시받게 된다.
풀랑크는 1948년 미국에 처음으로 방문해 베르나크와 대략 2개월간의 연주 여행을 다닌다. 1961년 전까지 베르나크나 뒤발과 함께 미국을 자주 방문하여 1949년 보스턴 심포니 오케스트라와 피아노 협주곡을 초연하는 등 활발한 활동을 가진다.

### 1950–63, 《카르멜회 수녀들의 대화》와 말년
1950년대 초부터 풀랑크는 외판원인 뤼시앵 루베르Lucien Roubert와 은밀한 관계를 가진다. 이 시기에 엘뤼아르의 시에 기반한 일곱개의 연가곡 《냉기와 불La Fraîcheur et le feu》, 화가 크리스티앙 베라르를 기리기 위한 《스타바트 마테르Stabat Mater》를 작곡한다.

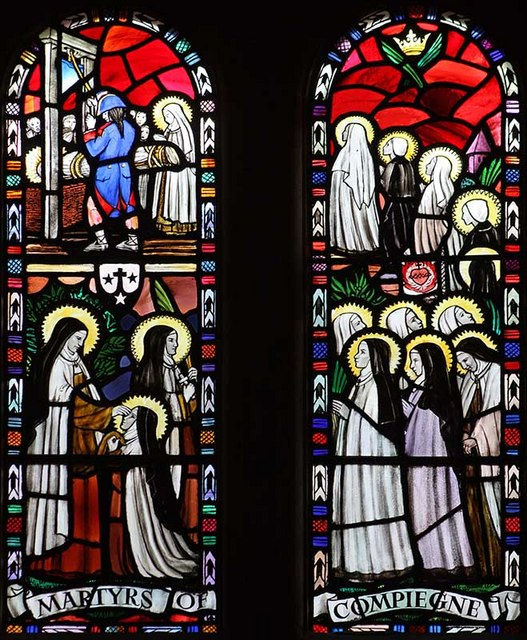
콩피에뉴의 순교자

1953년에는 밀란의 출판사 카사 리코르디와 라 스칼라 극장으로부터 발레의 작곡을 부탁받는다. 풀랑크는 종교적 주제로 오페라를 쓰고 싶어했는데, 코르토나의 성 마르가리타의 이야기를 두고 고민하다가 무용을 삽입하기 곤란하다고 생각해 포기한다. 리코르디는 프랑스 혁명중에 단두대에서 순교한 콩피에뉴의 순교자를 배경으로 한 게르트루트 폰 르포르의 단편을 기초로 작성된 조르주 베르나노스의 각본 《카르멜회 수녀들의 대화》를 제안한다. 풀랑크는 "이처럼 감동적이고 고결한 작품"에 상당히 만족스러워 했고, 그해 8월 작곡을 시작한다.
이 오페라를 작곡하는 동안 풀랑크는 두 가지 문제에 직면한다. 하나는 베르나노스와 에밋 래버리Emmet Lavery 사이의 분쟁이다. 이 둘은 게르트루트의 저작을 극으로 개조할 권리를 두고 다투었으며, 결국 풀랑크는 오페라의 작곡을 중단한다. 다른 하나는 풀랑크의 내연남 로베르가 중병에 걸린 것이다. 풀랑크는 심한 근심으로 많이 힘들어했으며, 결국 1954년 11월 진정제를 처방받고 파리 근교에 있는 라이레로즈에서 요양한다. 그러나 이 문제들은 곧 해결되었고, 풀랑크는 베르나크와 영국에 연주여행을 떠나 거기서 《카르멜회 수녀들의 대화》를 작곡한다. 1920년 후 계속된 재산 감소로 인해 연주여행을 많이 다니던 때였다.
이 시기에 오페라를 포함해 두 개의 멜로디, 관현악 소품 《목가적Bucolique》 역시 작곡된다. 《목가적》은 오리크와 미요와 함께 발표한 《마르그리트 롱의 이름에 대한 변주곡Variations sur le nom de Marguerite Long (1954)》의 일부이다. 풀랑크가 오페라의 마지막 장을 완성한 1955년 10월, 뤼시앵 루베르가 74세의 나이로 세상을 떠난다. 이 때 풀랑크가 쓴 편지에서 "뤼시앵은 10일 전에 고통에서 벗어났다네. 내가 카르멜회 수녀들의 마지막 장을 끝내던 바로 그 때 마지막 숨을 내쉰 거지"라고 언급한다.

《카르멜회 수녀들의 대화》 초연은 1957년 라스칼라 극장에서 이탈리아어로 이루어진다. 이로부터 프랑스어 초연 사이에 《플루트 소나타》가 작곡되는데, 지금까지도 풀랑크의 대표곡 중 하나로 여겨진다. 소나타의 초연은 6월 스트라스부르 페스티벌에서 장 피에르 람팔의 연주로 이루어진다. 이로부터 3일 뒤 오페라 가르니에에서 《카르멜회 수녀들의 대화》의 프랑스어 초연이 이루어진다. 이 연주회는 굉장히 큰 성공을 거두어서, 풀랑크는 자신감을 회복할 수 있었다. 이 때 즈음 풀랑크는 육군 출신의 루이 고티에Louis Gautier와 연애하기 시작하여 삶이 끝날 때까지 파트너 관계를 유지한다.
난 훌~~륭한 음악가라는 생각에 사로잡힌 건 아니지만, 대중에게 있어서 내가 단지 2류 작가일 뿐이라는 데에는 화가난다. ... "스타바트 마테르"에서 "인간의 목소리"까지 난 이러한 생각이 그다지 재미있는 건 아니었다고 말할 수밖에 없다.
1958년 풀랑크는 오랜 친구인 장 콕토와 함께 그의 모노드라마 《인간의 목소리La Voix humaine》를 오페라로 만든다. 이 작품은 1959년 2월 오페라 코미크에서 콕토의 지도 아래에서 초연을 가진다. 이 때 뒤발은 전화로 그의 전 애인에게 이야기하는 비극적인 여인의 역할을 맡는다. 1959년 1월 풀랑크는 60세가 되었는데, 조금 늦춰 5월 베르나크의 은퇴 공연이 열릴 때 회갑잔치를 한다.
1960년에서 61년 사이엔 미국을 방문한다. 이 시기에 뒤발과 함께 뉴욕의 카네기 홀에서 《인간의 목소리》 미국 초연을 가지고, 샤를 뮌슈의 지휘 아래에서 소프라노와 사성부 합창을 위한 《글로리아Gloria》의 세계 초연을 가진다. 1961년에는 에마뉘엘 샤브리에에 대한 187페이지짜리 연구서적을 내놓는데, 한 평론가는 이 책에 대해 "그는 사랑과 통찰 - 유머의 본질적인 진중함과 선율의 우월성 - 을 담아 글을 썼다"고 평했다. 풀랑크는 마지막 12개월 동안 《테네브레의 7개 응창Sept répons des ténèbres》과 《클라리넷 소나타》, 《오보에 소나타》를 작곡한다.
1963년 1월 30일, 뤽상부르 공원 맞은편에 있는 그의 아파트에서 심장마비로 사망한다. 생 쉴피스 교회에서 장례가 치러진다. 그의 바람에 따라 자신의 음악은 연주되지 않았고, 마르셀 뒤프레가 바흐의 오르간 곡을 연주한다. 풀랑크는 페르 라셰즈 묘지의 가족들 곁에 묻힌다.

## 음악

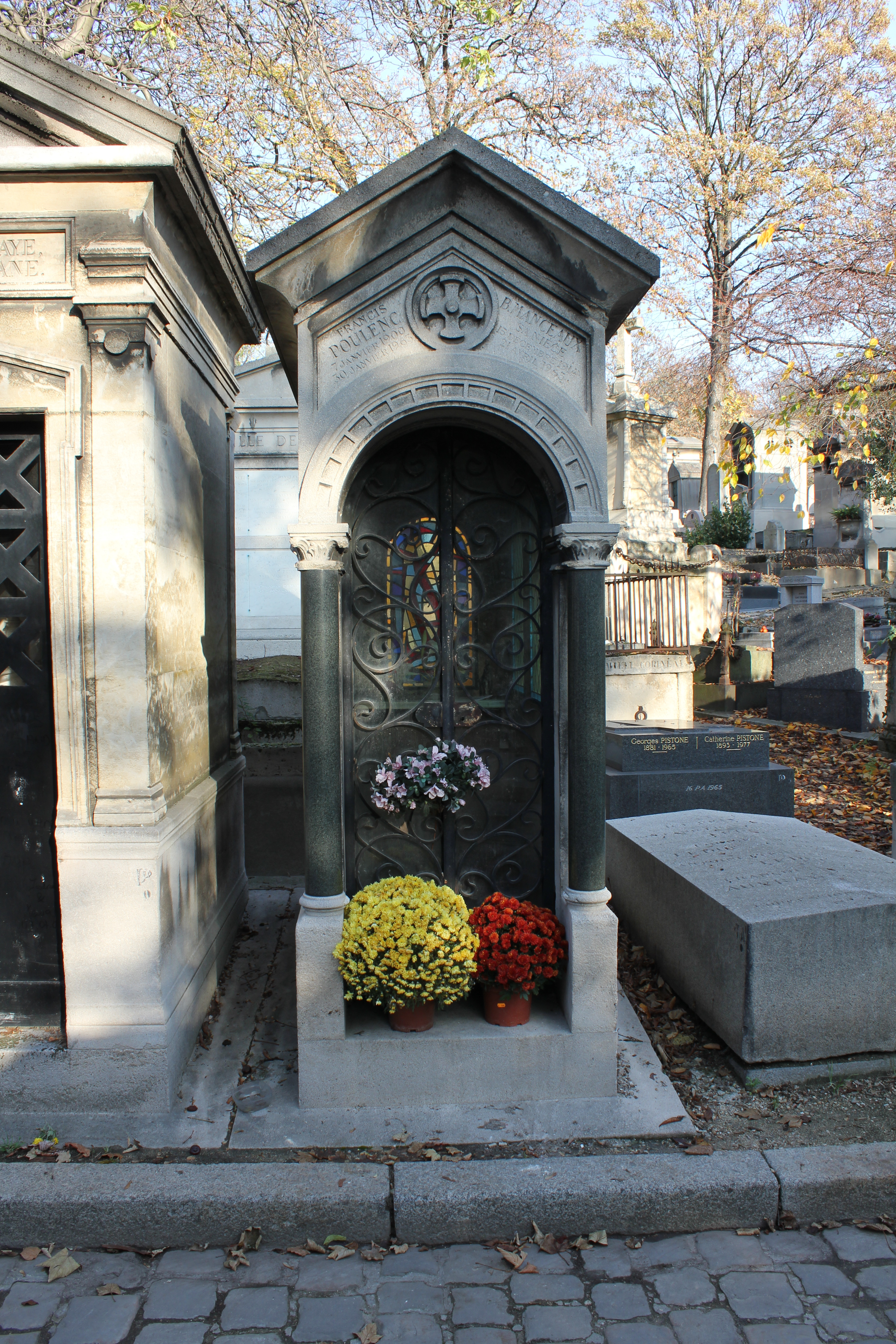
페르 라셰즈 묘지에 있는 풀랑크의 묘지

풀랑크는 기본적으로 온음계를 사용했는데, 그 이유는 타고난 선율 창작의 재능에 기인한다. 음악학자 로저 니컬스Roger Nichols는 "[풀랑크에게] 가장 중요한 요소는 선율인데, 아직 탐구되지 않은 가락의 영역에서 막대한 보물창고로 가는 길을 찾아냈다고 할 수 있다. 이 영역은 최신 음악계의 계속 탐구와 작업 끝에 소진되었다"고 평가한다. 논설가 조지 켁George Keck은 "단순하고 편안하며, 쉽게 기억되는데, 무엇보다도 감정표현이 풍부하다"고 말한다.
풀랑크는 자신이 화성에 있어 그렇게 독창적이진 않았다고 말한다. 다른 작곡가도 "그는 살면서 기꺼이 전통적인 화성을 사용했지만, 그 사용방식은 매우 독특한 것이어서 신선하면서도 받아들일 수 있는 음악을 만들어냈다. 그의 음악은 단숨에 알아차릴 수 있다."고 말한다. 켁은 풀랑크가 사용한 화성의 언어를 두고 "그 선율만큼이나 아름답고 인상적이고 특징적이다 ... 분명히 정의된 조성 속에서 반음계를 넘나들며 깔끔하고 단순한 화성 진행을 보여준다."고 평가한다. 풀랑크는 음악 이론을 공부할 시간을 가지지 못했는데, 실제로 한 라디오 인터뷰에서는 그를 "이론과 원칙, 법칙에 따른 작곡에 대한 휴전"으로 소개했다. 그는 당시 12음주의를 추종하며 교조적 태도를 취하던 르네 레보위츠René Leibowitz를 무시했으며, 큰 기대를 가지고 있던 올리비에 메시앙이 이론적인 작곡방식을 채택한 것에 대해 상당히 서운해 했다. 풀랑크의 음악은 "사람 목소리의 선율적 관계에서 직접적이든 간접적이든 전적으로 영향을 받았다". 또한 그는 굉장한 노력파였음에도 불구하고 음악을 굉장히 쉽게 쓴다는 전설(프랑스어: a légende de facilité)이 생겨났는데, 풀랑크는 이에 대해 "나는 최대한 내 노력을 숨겨왔기 때문에 이해할 수 있다"고 말했다.
1999년 피아니스트 파스칼 로제는 풀랑크의 양면이 동등하게 중요하다면서 "그를 하나로 받아들여야 한다. 진중함이나 가벼움 중 하나를 무시한다면 그를 파괴하는 것이요, 흐릿한 복사물만 가지게 되는 것이다."고 말했다. 풀랑크는 이러한 견해를 인지하고 있었으나, 작품을 통해서 "스트라빈스키의 음악이 슬라브적인 것처럼, 건강하고 명료하며 억센 프랑스적 음악을 숨김없이" 보여주기를 바랬다고 한다.

### 관현악과 협주곡

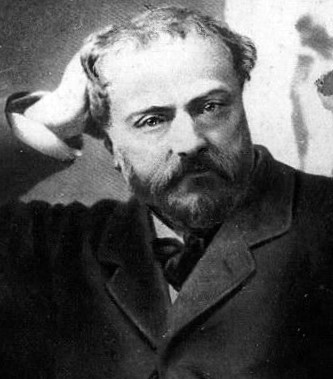
풀랑크에게 영향을 준 작곡가들 중 하나인 에마뉘엘 샤브리에의 사진.

풀랑크의 대표적인 대편성 관현악곡으로는 두 편의 발레와 《신포니에타Sinfonietta》, 그리고 건반을 위한 협주곡 네 편이 있다. 두 발레중 하나인 《암사슴》은 1924년 작곡되어 '밝고 선율적인 악보에는 깊이도, 얕음도 없으며, "바그너식의 금관, 감정적인 단9도를 통해 강조되는" 상징이나 사실도 없다'는 평가를 받았다. 건반을 위한 협주곡 네 편 중 첫 두곡은 풀랑크의 가벼운 작풍을 여실히 보여준다. 1927년에서 1928년 사이에 작곡된 《전원 협주곡Concert champêtre》은 지방의 풍경을 떠올리게 하는데, 특히 마지막 악장의 팡파르는 파리 교회의 뱅센에 있는 병영의 나팔소리를 묘사한 것이라는 의견이 있다. 《두 대의 피아노를 위한 협주곡 (1932)》 역시 앞의 곡과 유사하게 가벼운 분위기의 곡이다. 이 곡의 1악장은 발리의 가믈란과 유사하게 끝나며, 2악장은 모차르트의 형식으로 시작하는 등, 이 곡에서는 다양한 음악적 형식을 들을 수 있다. 《오르간 협주곡 (1938)》은 이 두 곡과 비교할 때 더 진지한 양상을 띈다. 풀랑크는 이 곡에 대해 그가 쓴 종교 음악들 중 가장 바깥쪽에 있다고 고백하는데, 실제로 바흐의 전통적인 교회 음악과 쾌활한 대중음악의 스타일이 혼재되어 있다. 그가 두 번째로 작곡한 발레인 《전형적 동물들 (1941)》은 《암사슴》만큼 유명하지는 않지만, 오리크와 오네게르로부터 화성이 풍부하고 관현악법이 매우 뛰어나다는 평가를 받았다. 특히 오네게르는 "샤브리에, 사티, 스트라빈스키의 영향이 완전히 소화되었다. 그 음악을 들으면서 생각할 것이다. 아, 이게 풀랑크구나"라 적는다. 《신포니에타 (1947)》에서는 전쟁 이전의 음악에서 나타났던 가벼움이 완전히 뒤집한다. 풀랑크는 "내 나이보다 너무 어린 옷을 입었었다 ... 암사슴의 새로운 버전이긴 하지만, 마흔 여덟살 먹은 젊은 소녀(암사슴을 의미한다)가 나온다고 생각해보라. 끔직하지 않은가!"라는 글을 남긴다. 《피아노 협주곡 (1949)》은 처음에는 그의 전쟁 이전 음악보다 발전한 점이 없다며 많은 사람들로부터 비판을 받았으며, 풀랑크 본인도 이를 인정하였다. 그러나 최근들어 재평가를 받기 시작하여 풀랑크의 콘체르탄테중 으뜸이라는 평가를 받기도 하였다.

### 피아노곡

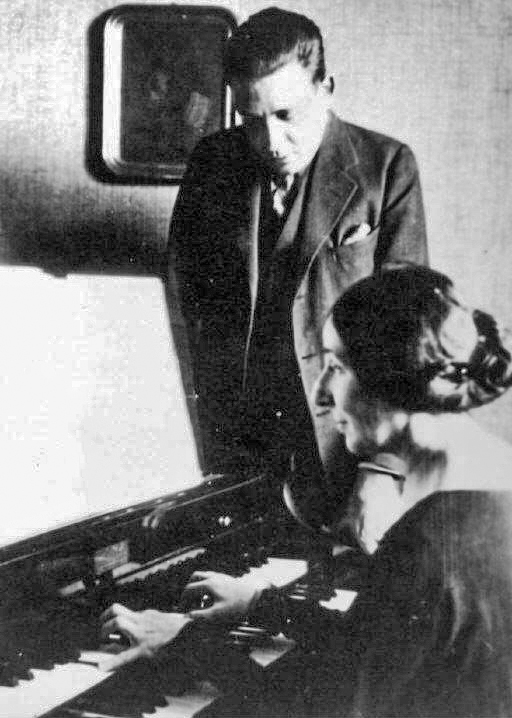
프랑시스 풀랑크와 완다 란도프스카

풀랑크는 피아니스트로도 명성이 높았던 만큼 피아노곡도 많이 작곡했다. 풀랑크의 피아노곡은 타악기적 특성을 가진 곡과, 좀 더 부드러운 하프시코드와 유사한 특성을 가진 곡으로 구분할 수 있다. 특히 풀랑크 본인은 가곡의 반주로 피아노가 사용될 때 가장 뛰어난 음악적 완성도를 보여준다고 말했다. 풀랑크의 피아노곡 대부분은 "'미니어처'라고 불릴 만하다"는 평가도 있으며, 풀랑크 본인은 1950년대에 과거의 피아노 작품들에 대해
세 개의 무궁동, 예전에 쓴 다장조 모음곡, 그리고 세 작품들Trois pieces은 견딜만 하다. 즉흥곡 두 묶음과 내림가단조 인테르메초(간주곡), 그리고 녹턴(야상곡) 몇 곡은 아주 좋다. 그러나 나폴리Napoli 와 나젤의 밤은 기꺼이 비난하겠다
고 말한다.
위에서 풀랑크가 아주 좋다고 명시한 곡들 중 15개의 즉흥곡은 1932년에서 1959년 사이에 쓰여졌다. 모두 짧으며 가장 긴 것도 3분을 넘지 않는다. 조급한 발레풍의 곡에서 부드럽고 서정적인 곡까지, 오래된 행진곡풍과 페르페투움 모빌레, 왈츠에서 에디트 피아프의 마음아픈 음악적 자화상에 이르기까지 다양한 형식을 가진다. 즉흥곡 다음에 언급된 내림가단조 인테르메초는 세 개의 인테르메초 중 마지막 곡을 말한다. 첫번째와 두번째 곡은 1934년 8월에 쓰여졌고, 마지막 내림가단조 인테르메초는 1943년 3월에 쓰여졌다. 이 작품은 "'매력적'이라는 단어를 구현했다. 쉽게 악보가 넘어가고 각 음은 순수하고 자연스럽게 다른 음을 이어가는데 의심할 여지 없는 프랑스의 색채와 웅변력이 있다"는 평가를 받았다. 여덟편의 녹턴은 거의 10년동안 작곡되었다. 풀랑크가 여덟번째 곡에 "사이클의 종결부Pour servir de Coda au Cycle"라는 제목을 붙이긴 했었나 이 곡들을 하나의 모음집으로 생각했는지 그 여부는 알 수 없다. 풀랑크의 녹턴은 밤의 정경과 음악적 심상을 표현하는데 있어서 존 필드, 쇼팽, 포레의 녹턴이나 낭만파의 음악시들보다 뛰어나다는 시각이 있다.
풀랑크가 견딜 만하다고 언급한 작품인 《세 개의 무궁동 (1919)》, 《다장조 모음곡 (1920)》, 《세 작품들 (1928)》은 모두 초기의 작품들이다. 모두 짧은 소곡들로 이루어져 있으며, 가장 길이가 긴 곡인 《세 작품들》의 두 번째 곡 "찬송가Hymne"도 4분을 넘지 않는다.
기꺼이 비난한 곡들인 《나폴리 (1925)》에서는 이탈리아를 세 악장을 통해 묘사하고, 《나젤의 밤 (1936)》에서는 그의 친구들의 작품을 자그맣게 그려넣었다. 특히 나젤의 밤은 후세에 "엘가의 수수께끼 변주곡과 동등"하며 재치있고 독창적이라는 평가를 받기도 한다.
여기서 언급된 곡들 외에 잘 알려진 피아노 작품들로는 노벨레테 두 집(1927-28)과 아이들을 위한 여섯 개의 소품인 《빌라쥐와즈Villageoises (1933)》, 일곱 개의 악장으로 구성된 관현악곡인 《프랑스 모음곡 (1935)》의 피아노 편곡, 두 대의 피아노를 위한 《시테르를 향한 승선L'embarquement pour Cythère (1953)》이 있다.

### 실내악
풀랑크의 실내악은 크게 세 시기로 나뉜다. 22세 이전에 작곡된 작품들을 초기 실내악 작품으로 분류하는데, 클라리넷 소나타 두 곡 (1918), 두 대의 피아노를 위한 소나타 (1918), 클라리넷과 바순을 위한 소나타 (1922), 호른, 트럼펫, 트롬본을 위한 소나타(1922) 총 네 개의 소나타가 이에 포함된다. 이 곡들에서는 재즈의 화성과 로코코 시대의 디베르티시망divertissements양식의 영향을 찾아볼 수 있으며, 모두 10분을 넘지 않는다. 이 시기에 작곡된 다른 곡으로는 《흑인 랩소디 (1917)》와 오보에, 바순, 피아노를 위한 삼중주(1926)가 있다.
1930년대와 1940년대에 작곡된 곡들은 중기 실내악 작품으로 분류한다. 이 시기에 작곡된 피아노와 목관을 위한 육중주(1932)는 디베르티멘토 형식의 2악장을 활발한 1악장과 3악장이 둘러싼 구조의 가벼운 곡이라는 평가를 받는다. 작곡가 본인은 이 작품이 마음에 들지 않았는지 초연 후에 상당한 교정을 하는데, 1939년과 1940년에 쓰인 곡들에서 볼 수 있는 특징이다. 바이올린 소나타(1942-43)와 첼로 소나타(1948) 역시 이 시기에 작곡되었다. 바이올린 소나타는 페데리코 가르시아 로르카에게 헌정되는 등 이 두 소나타는 모두 추모적 의미를 가지고 있다. 그러나 풀랑크는 이 소나타들을 쓰기 전에 두 편의 작품에서 실패를 겪고 1947년에 쓴 현악 사중주 습작을 폐기하는 등 현악 작품들을 쓰는데 어려움을 겪은 것으로 보인다. 또한 풀랑크 본인도 인정하듯 첼로 소나타는 목관 소나타들만큼의 성공을 거두지는 못했다. 무용 협주곡이라고도 불리는 피아노와 18악기를 위한 《오바드 (1930)》에서는 적은 수의 연주자들을 가지고 교향곡의 풍성한 사운드를 구현했다. 또다른 중기 실내악 곡으로는 기존 작품의 실내악 편곡인 《프랑스 모음곡 (1935)》과 《세 개의 무궁동 (1946)》이 있다.
풀랑크는 마지막으로 플루트 소나타 (1956-57), 클라리넷 소나타 (1962), 오보에 소나타 (1962) 세 편의 목관 소나타를 남겼는데, 아름다우며 기술적으로 완숙하기 때문에 현대 콘서트 프로그램에도 자주 등장한다. 호른 주자 데니스 브레인을 추모하기 위해 작곡된 호른과 피아노를 위한 《엘레지Elégie (1957)》에는 12음주의를 잠깐 시도한 흔적이 남아있다.

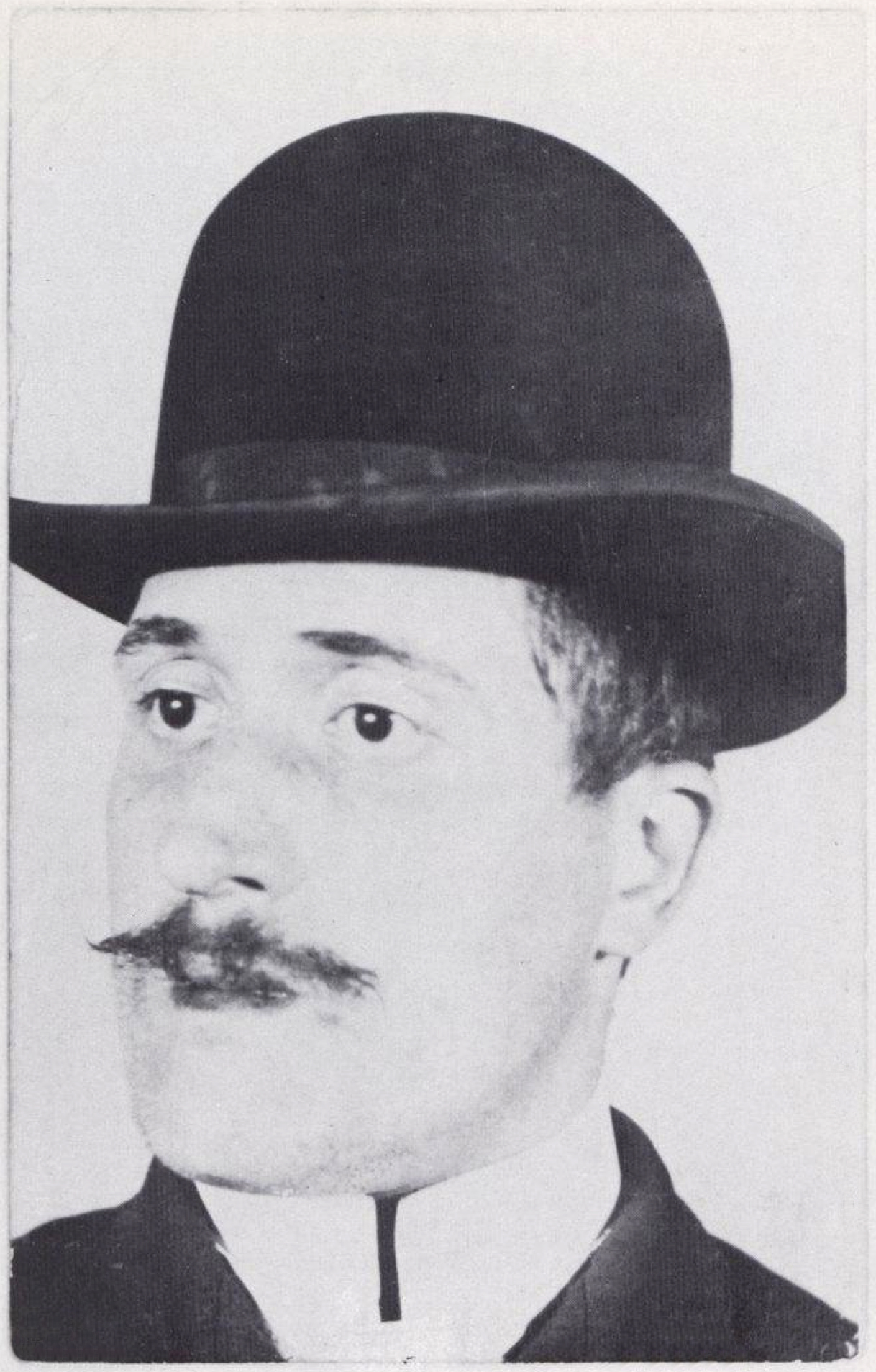
기욤 아폴리네르의 시를 풀랑크가 자주 사용했다.

### 가곡
풀랑크는 많은 수의 가곡을 썼으며 1930년대와 1940년대에 쓴 곡들이 가장 훌륭하다는 평가를 받는다. 많은 곡이 시를 기반으로 작곡되었는데, 기욤 아폴리네르의 작품들이 꾸준히 사용되었고 1930년대 중반 이후로는 폴 엘뤼아르의 시가 가장 많이 사용되었다. 이외에도 장 콕토, 막스 제이콥, 루이즈 드 빌모랭 등의 작품이 많이 사용되었다. 기점으로 엘뤼아르의 시가 주로 사용되기 시작한 시점을 가곡집 《그런 날, 그런 밤Tel Jour, Telle Nuit (1937)》으로 꼽는데, 이 작품은 "포레의 《아름다운 노래La bonne chanson》에 비길만한 걸작"이라는 평가를 받는다. 또한 풀랑크가 엘뤼아르의 시에 쓴 곡들은 "초기 관현악 작품들의 부서지기 쉬운 표면에서 멀리 떨어진 세계"라는 평가를 받는다. 《루이 아라곤의 두 개의 시Deux poèmes de Louis Aragon (1943)》 중 첫 번째 곡은 "C"라는 제목이 붙어있는데, 이 역시 "지금까지 작곡된 모든 곡들 중 가장 비범하고, 아마 가장 감동적일 것이며, 전쟁 이후의 황폐화를 잘 표현한 작품이다. 전세계적인 명곡이다"는 평가를 받았다.
1973년에는 "풀랑크는 시의 본질을 간파하는 재능으로 텍스트에 멜로디를 더해 어떻게 보면 시를 완성시켰다고도 할 만 하다. 풀랑크보다 문장을 잘 변형해 단어의 색채를 더욱 화사하게 할 수 있는 사람은 없다."는 평가 역시 주어졌다. 장 아누이의 시에 기반한 《사랑의 길Les Chemins de l'amour (1940)》가 가장 유명한데, 여기서는 파리의 왈츠를 묘사했다면 모놀로그 《몬테카를로의 여인La Dame de Monte Carlo (1961)》에서는 노름에 중독된 여인을 통해 고통과 우울의 공포를 묘사한다.

### 합창곡
초기작 《축배의 노래Chanson à boire (1922)》를 제외하고, 그가 본격적으로 합창곡을 쓰기 시작한 것은 1936년이다. 엘뤼아르 등의 시에 기반한 《일곱 샹송Sept chansons》, 어린이 합창단을 위한 《작은 목소리Petites voix》, 여자와 어린아이로 구성된 합창단과 오르간을 위한 종교음악 《검은 성모의 연도(連禱)Litanies à la Vierge noire》가 이 해에 작곡되었다. 목소리만을 위해 작곡된 G장조 미사(1937)는 바로크 양식이라는 평가를 받는다. 이후 풀랑크는 《네 개의 고해 모테트Quatre motets pour un temps de pénitence (1938-39)》 등 종교음악 작곡을 계속한다. 그러나 가장 높은 평가를 받는 합창곡은 종교합창곡이 아니라 세속합창곡인 《인간의 얼굴Figure humaine (1943)》이다. 이 곡은 세속합창곡치고는 특이하게도 미사곡처럼 악기가 편성되지 않았다. 이외에는 리듬과 억양의 난이도로 유명한 아카펠라 《크리스마스를 위한 4개의 모테트Quatre motets pour le temps de Noël (1952)》가 있다.

반주가 있는 합창곡의 경우 《스타바트 마테르》와 《글로리아Gloria (1959-60)》, 《테네브레의 7개 응창 (1961-62)》이 유명하다. 이 곡들은 모두 그레고리오 성가의 가사로 사용된 예배문을 기초로 작곡되었다. 글로리아는 종교적 고요함이 넘치는 음정과 신비로운 감정, 고요한 마무리를 통해 풀랑크의 신앙을 열정적이고 즐겁게 표현했다는 평가를 받는다. 1962년 풀랑크는 베르나크에게
나는 테네브레를 완성했다네. 참으로 아름다운것 같아. 글로리아, 스타바트 마테르와 함께 좋은 종교작품을 세 곡 가지고 있는 것 같네. 내가 간신히 지옥행을 모면한다면, 이 곡들이 내 연옥에서의 삶을 며칠이라도 단축해주기를
이라 편지한다. 대편성 관현악단을 요구하는 《테네브레의 7개 응창》은 새로운 사상적 측면을 보여준다는 평가를 받는다. 그러나 풀랑크가 이 곡이 연주되는 것을 보지 못하고 죽었기 때문에 작곡가 본인의 레퀴엠으로 간주하는 시각도 존재한다.

### 오페라

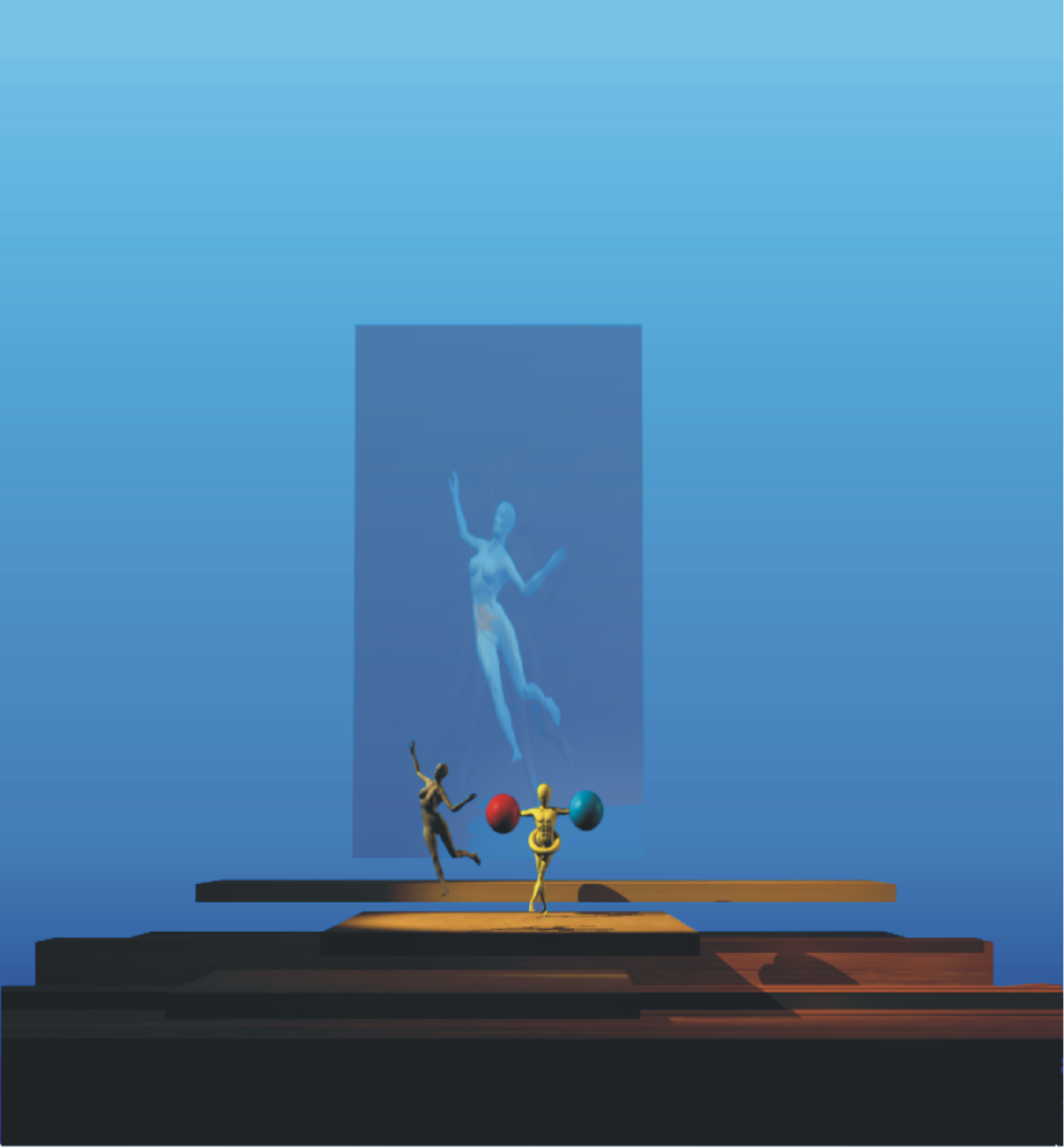
프랑스 조각가 실뱅 레르미트가 표현한 조각 작품 《티레시아스의 유방》

풀랑크는 40대가 되어서야 작곡분야가 좁다는 비판에 맞서 성숙함을 보여주기 위해 오페라를 작곡하기 시작한다. 실제로 1958년의 한 인터뷰에서 "내가 24살일 때 《암사슴》을 작곡할 수 있었지만, 30살 이전에 카르멜회 수녀같은 작품을 쓰기란 모차르트의 천재성이나 슈베르트의 조숙함 없이는 불가능한 것이다. 이건 심원함의 문제"라고 말한다. 그가 쓴 세 오페라는 모두 1920년대의 가벼움과는 거리가 멀고, 인간세계의 심원한 부분을 조명한다. 《티레시아스의 유방 (1947)》의 플롯은 소란스러운 반면 음악은 향수와 상실감으로 가득차있다. 나머지 두 오페라 《카르멜회 수녀들의 대화 (1957)》와 《인간의 목소리 (1959)》는 인간의 고뇌를 표현하는데, 이는 풀랑크의 개인 경험과도 연결된다.
그의 초기 음악을 대표하던 천진난만함과 불안정함은 더 이상 찾아볼 수 없다. 《카르멜회 수녀들의 대화》는 "서정적인 솔로, 가볍게 쏘아대는 듀엣, 합창, 테너와 베이스 아기들의 팔세토 선율 등 ... 우스움과 아름다움을 동시에 잡아내었다"는 평가를 받는다. 출판 악보에서 모데스트 무소륵스키, 클라우디오 몬테베르디, 클로드 드뷔시, 주세페 베르디에게 감사의 글을 바치는데, 실제로 곡 전반에 이 작곡가들의 영향을 엿볼 수 있다. 제2차 세계대전 이후 쓰인 오페라중에 진귀하게 아름다운 곡으로 벤저민 브리튼의 《피터 그라임스》와 함께 선정되었다.
풀랑크는 대편성 관현악단을 위한 오페라임에도 불구하고 일부 분량을 할애해 오페라에 목관, 금관, 현악기 등을 위한 독주 선율을 포함시켰다. 베르나크의 조언에 따라 각 대역의 음역대가 아주 잘 고려되었다는 평가를 받는다. 풀랑크가 "관능으로 하는 목욕"처럼 연주되어야 한다고 요청한 마지막 오페라 《인간의 목소리》에 이르러서는 관현악이 연주되는 중임에도 불구하고 소프라노가 관현악의 반주가 없이 연주하는듯한 착각을 일으키도록 한다는 평가를 받는다.

### 녹음본

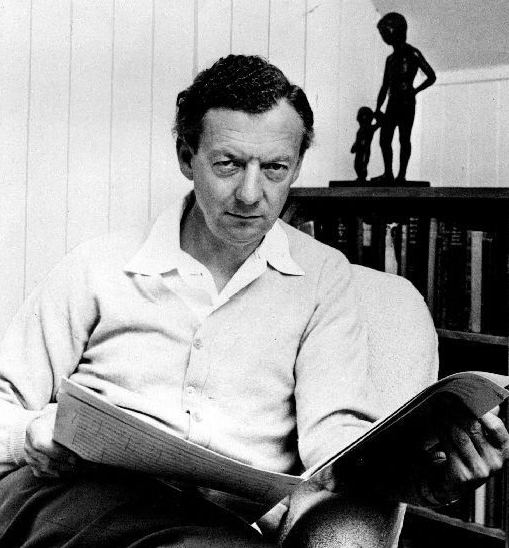
풀랑크의 친구이자 통역가였던 벤저민 브리튼

풀랑크는 1928년에 본인의 피아노연주와 메조소프라노 클레르 크루아자와 함께 《동물시집》을 녹음하여, 축음기가 음악계의 발달에 미칠 영향을 1920년대에 예측한 작곡가들 중 한명으로 손꼽힌다. 이후로도 주로 EMI와 협업하여 많은 음반을 남겼다. 베르나크, 뒤발과 함께 연주자로서 자신의 가곡들, 그리고 샤브리에, 드뷔시, 구노, 라벨의 가곡을 주로 녹음했다. 배우 피에르 프레네, 노엘 코워드와 함께 《아기 코끼리 바바 이야기》를 녹음하기도 했다. EMI는 2005년에 "프랑시스 풀랑크와 그의 친구들Francis Poulenc & Friends"이라는 제목의 DVD를 출판했는데, 여기에는 뒤발, 장 피에르 람팔, 자크 파비에, 조르주 프레트르와 함께 풀랑크가 피아노 연주자로 등장한다.
1984년을 기준으로 1,300명 이상의 지휘자, 독주자, 합주단이 그의 곡을 녹음했다. 특기할만한 지휘자로는 레너드 번스타인, 샤를 뒤투아, 다리우스 미요, 샤를 뮌슈, 유진 오르만디, 조르주 프레트르, 앙드레 프레빈, 레오폴드 스토코프스키가 있고, 성악가로는 베르나크와 뒤발에 이어 레진 크레스팽, 디트리히 피셔디스카우, 니콜라이 게다, 피터 피어스, 이본 프랭탕, 제라르 수제, 기타 악기 독주자로는 벤저민 브리튼, 자크 파비에, 피에르 푸르니에, 에밀 길렐스, 예후디 메뉴인, 아르투르 루빈스타인이 있다.
피아노 전곡 앨범은 풀랑크의 유일한 피아노 제자인 가브리엘 타키노가 EMI에서, 파스칼 로제가 데카 레코드에서, 폴 크로슬리가 CBS에서, 에릭 파킨이 Chandos에서, 올리비에 카잘이 Naxos에서 녹음하였다. 이외에 실내악곡을 포함한 앨범은 내쉬 앙상블이 하이페리온에서, 젊은 프랑스 음악가들이 Naxos에서 녹음하였다.
스칼라 극장에서 이탈리아어로 처음 이루어진 《카르멜회 수녀들의 대화》초연도 녹음되어 CD로 발매되었다. 프랑스 초연 이후 몇 년 지나지 않아 스튜디오에서도 녹음되어, 현재 10개 이상의 녹음본이 시장에 나와있다. 한 개는 독일어, 한 개는 영어판이며 이외에는 모두 프랑스어판이다.

## 평가
풀랑크 음악의 양면성은 그가 생존하던 때나 지금이나 할 것 없이 여러 가지 오해를 낳고 있다. 매우 독실한 신자였음에도 관능을 주체하지 못했기 때문에 그의 진지한 면모가 과소 평가받는다는 인식이 있다. 또한 항상 멜로디를 고수해왔다는 이유로 당시의 신예 작곡가들에게 시대착오적이고 반동적이라는 평가를 받기도 한다.
그는 다른 일부 예술과들과 달리 다른 사람들의 작품에 순수한 흥미를 가졌으며, 놀랍게도 그의 음악과 멀리 떨어진 작품들을 감상했다. 나는 그가 당시 그렇게 유명하지 않던 음악인 불레즈의 《주인 없는 망치Le marteau sans maître》를 능숙하게 연주하던 것을 기억한다.
위의 증언에서 볼 수 있듯 그는 다른 작곡가에게도 높은 흥미를 가졌다. 그러나 불레즈는 2010년에 "지적으로 쉬운 길을 선택하는 사람은 항상 있다. 풀랑크는 《봄의 제전》의 뒤를 따랐는데, 이는 전혀 진보적이지 못하다"는 평가를 내렸다. 그러나 다른 작곡가들은 풀랑크를 더 높이 평가했는데, 실제로 스트라빈스키는 1931년에 "당신은 정말 좋은 사람인데, 이는 당신의 음악에서 계속해서 찾을 수 있습니다"고 편지한다.
풀랑크는 말년에 "만일 사람들이 1950년대에도 내 작품에 여전히 흥미를 가진다면, 이는 《세 개의 무궁동》보다는 《스타바트 마테르》 때문일 것"이라 말한다. 1999년에 타임스지에 올라온 100주년 헌사는 이를 겨냥하여 그의 깊은 신앙심과 함께 그의 개구쟁이인 측면도 널리 인정받고 있다고 서술했다. 또한 동시에 풀랑크는 갈리아인 특유의 에너지로 넘치며 몇 초만에 웃게도, 울게도 만들 수 있다는 평가를 받았다.

## 같이 보기
- 프랑스 6인조

### 참조주
1. ↑  《글로벌 세계대백과사전》,  〈풀랑크〉
2. ↑  Schmidt (2001), p. 3
3. 1 2 3 4 5 6 7 8 9 10 11 12 13 14  Chimènes, Myriam and Roger Nichols. "Poulenc, Francis", Grove Music Online, Oxford Music Online, Oxford University Press, retrieved 24 August 2014 (구독 필요)
4. ↑  Roy, p. 60
5. ↑  Poulenc (2014), p. 247
6. ↑  Burton, p. 15
7. ↑  Buckland and Chimènes, p. 85
8. ↑  Ivry, p. 8
9. ↑  Schmidt (2001), p. 105
10. ↑  Walker, Lynne. "The alchemical brother", The Independent, 27 January 1999
11. ↑  Hewett, Ivan. "Part monk, part rascal", The Daily Telegraph, 23 March 2013
12. 1 2  Hell, p. 2
13. ↑  Quoted in Schmidt (2001), p. 6
14. ↑  Hell, pp. 2–3
15. ↑  Schmidt (2001), pp. 6 and 23
16. ↑  Poulenc (1978), p. 98
17. ↑  Schmidt (2001), pp. 26–27
18. ↑  Poulenc (1978), p. 37
19. ↑  Quoted in Schmidt (2001), p. 20
20. 1 2  Schmidt (2001), p. 21
21. ↑  Hell, pp. 3–4
22. 1 2  Hell, p. 4
23. ↑  Schmidt (2001), pp. 38–39
24. ↑  Romain, p. 48
25. ↑  Schmidt (1995), pp. 11–12
26. ↑  Schmidt (1995), p. 525
27. ↑  Harding, p. 13
28. ↑  "leg-pull", Oxford English Dictionary, retrieved 20 September 2014 (구독 필요)
29. ↑  Poulenc (1978), p. 138
30. ↑  Machart, p. 18
31. 1 2  Nichols, p. 117
32. ↑  Nichols, p. 117
33. ↑  Poulenc (1978), p. 54
34. ↑  Poulenc (1963), p. 75
35. ↑  Nichols, pp. 117–118
36. ↑  "Les Dialogues de Poulenc: The Composer on his Opera", The Times, 26 February 1958, p. 3
37. 1 2  Hell, pp. 9–10
38. ↑  "Francis Poulenc", The Guardian, 31 January 1963, p. 7
39. ↑  Sams, Jeremy. " Poulenc, Francis", The New Grove Dictionary of Opera, Grove Music Online, Oxford Music Online, Oxford University Press, retrieved 24 August 2014 (구독 필요)
40. ↑  Hell, pp. 13–14
41. ↑  Quoted in Hell, pp. 14–15
42. 1 2  Rašín, Vera. "'Les Six' and Jean Cocteau", Music & Letters, April 1957, pp. 164–169 (구독 필요)
43. ↑  Orledge, pp. 234–235
44. ↑  Hell, p. 13
45. ↑  Hell, pp. 13 and 93; and Schmidt (2001), p. 451
46. ↑  Hinson, p. 882
47. ↑  Desgraupes, p. 5; and Hell, p. 19
48. ↑  Hell, p. 21
49. ↑  Nectoux, p. 434
50. ↑  Schmidt (2001), p. 144
51. ↑  Newman, Ernest. "The week in music", The Manchester Guardian, 28 April 1921, p. 5
52. ↑  Hell, p. 23
53. ↑  Hell, pp. 24–28
54. 1 2  Schmidt (2001), p. 136
55. ↑  Hell, pp. 31–32
56. ↑  Canarina, p. 341
57. 1 2  Burton, p. 37
58. ↑  Ivry, p. 68
59. 1 2  Ivry, p. 74
60. ↑  Schmidt (2001), p. 154
61. ↑  Ivry, p. 86; and Schmidt (2001), p. 461
62. ↑  Johnson, p. 140
63. ↑  Schmidt (2001), p. 480
64. ↑  Hell, pp. 38–43
65. ↑  "A Television Transmission by the Baird Process will take place during this programme", Genome – Radio Times, 1923–2009, BBC, retrieved 17 October 2014
66. ↑  Schmidt p. 476
67. ↑  Poulenc (2014), p. 233
68. 1 2 3 4 5 6  Thibodeau, Ralph. "The Sacred Music of Francis Poulenc: A Centennial Tribute", Sacred Music, Volume 126, Number 2, Summer 1999, pp. 5–19 (구독 필요)
69. ↑  Hell, p. 48
70. 1 2 3 4 5  Moore, Christopher. "Constructing the Monk: Francis Poulenc and the Post-War Context", Intersections, Volume 32, Number 1, 2012, pp. 203–230 (구독 필요)
71. ↑  Blyth, Alan. "Bernac, Pierre", Grove Music Online, Oxford University Press, retrieved 5 October 2014 (구독 필요)
72. ↑  Ivry, p. 96
73. ↑  Blyth, Alan. "Bernac,  Pierre", Grove Music Online, Oxford University Press, retrieved 5 October 2014 (구독 필요)
74. 1 2  Johnson, p. 15
75. ↑  Poulenc (1991), p. 11
76. ↑  Doctor, pp. 69, 74, 78, 147, 226, 248, 343, 353–354, 370–371, 373, 380 and 382
77. ↑  Poulenc (2014), p. 141
78. ↑  "N.Y. Musical Tributes to Francis Poulenc", The Times, 17 April 1963, p. 14
79. 1 2  Hell, pp. 60–61
80. ↑  Schmidt (2001), p. 266
81. ↑  Schmidt (2001), p. 268
82. ↑  Fancourt, Daisy. "Les Six", Music and the Holocaust, retrieved 6 October 2014
83. ↑  Ivry, p. 119
84. ↑  Fancourt, Daisy. "Les Six", Music and the Holocaust, retrieved 6 October 2014
85. ↑  Poulenc (2014), pp. 207–208
86. ↑  Simeone Nigel. "Making Music in Occupied Paris", The Musical Times, Spring, 2006, pp. 23–50 (구독 필요)
87. ↑  Simeone Nigel. "Making Music in Occupied Paris", The Musical Times, Spring, 2006, pp. 23–50 (구독 필요)
88. ↑  Schmidt, p. 284
89. ↑  "Broadcasting Review", The Manchester Guardian, 24 March 1945, p. 3
90. ↑  Hell, p. 67
91. ↑  Mann, William. "Poulenc's Choral Masterpiece", The Times, 8 March 1963, p. 15
92. ↑  "Court Circular", The Times, 5 January 1945, p. 6
93. ↑  "Albert Hall", The Times, 8 January 1945, p. 8
94. ↑  "National Gallery Concert", The Times, 10 January 1945, p. 8; and Schmidt (2001), p. 304
95. ↑  Schmidt (2001), p. 303
96. ↑  "The Paris Boat-Train", The Manchester Guardian, 16 January 1945, p. 4
97. 1 2 3  Sams, p. 282
98. ↑  Sams, p. 282
99. ↑  "Francis Poulenc", Operabase, retrieved 6 October 2014
100. ↑  Schmidt (2001), pp. 291 and 352
101. ↑  Poulenc (1991), p. 273
102. ↑  Poulenc (1994), pp. 818, 950 and 1014
103. 1 2  Hell, p. 74
104. 1 2  Moore, Christopher. "Constructing the Monk: Francis Poulenc and the Post-War Context", Intersections,  Volume 32, Number 1, 2012, pp. 203–230 (구독 필요)
105. ↑  Ivry, p. 170
106. ↑  Hell, pp. 97 and 100
107. ↑  "Les Dialogues de Poulenc: The Composer on his Opera", The Times, 26 February 1958, p. 3
108. ↑  Hell, pp. 78–79
109. ↑  Gendre, Claude, "The Literary Destiny of the Sixteen Carmelite Martyrs of Compiègne and the Role of Emmet Lavery", Renascence, Fall 1995, pp. 37–60
110. ↑  Schmidt (2001), p. 404
111. ↑  Schmidt (2001), p. 397
112. ↑  Burton, p. 42
113. ↑  Hell, pp. 97 and 104
114. ↑  Wheeler, Mike. "Francis Poulenc (1899–1963) Flute Sonata (1957)" 보관됨 2014-10-27 - 웨이백 머신, Scottish Chamber Orchestra, retrieved 22 October 2014
115. 1 2 3  "Biography", Francis Poulenc: musicien français 1899–1963, retrieved 22 October 2014
116. ↑  Ivry p. 194 and Schmidt (2001), p. 477
117. 1 2  Poulenc 1994, letter 917, quoted in Moore, Christopher. "Constructing the Monk: Francis Poulenc and the Post-War Context", Intersections, Volume 32, Number 1, 2012, pp. 203–230
118. 1 2 3  Sams, p. 283
119. ↑  Schmidt (2001), p. 446
120. ↑  Nichols, Roger. "Views of Chabrier", The Musical Times, July 1983, p. 428 (구독 필요)
121. ↑  Schmidt (2001), p. 463
122. ↑  Hell, p. 87
123. 1 2  Keck, p. 18
124. 1 2  "Francis Poulenc", The Musical Times, March 1963, p. 205 (구독 필요)
125. ↑  Schmidt, p. 342
126. ↑  Poulenc (2014), p. 36
127. ↑  Langham Smith, Richard. "More Fauré than Ferneyhough", The Musical Times, November 1992, pp. 555–557 (구독 필요)
128. ↑  Chimènes, p. 171
129. ↑  Hell, pp. 87–88
130. ↑  Buckland and Chimènes, p. 6
131. ↑  Larner, Gerald. "Maître with the light touch", The Times, 6 January 1999, p. 30
132. ↑  Landormy, Paul. 162
133. ↑  Landormy, Paul. 162
134. ↑  Delamarche, p. 4
135. ↑  Hell, p. 64
136. ↑  Schmidt (2001), p. 275
137. ↑  Delamarche, p. 6
138. ↑  Hell, p. 88
139. ↑  Daniel, p. 165
140. ↑  Schmidt (2001), p. 182
141. 1 2  Chimènes, Myriam and Roger Nichols. "Poulenc, Francis", Grove Music Online, Oxford Music Online, Oxford University Press, retrieved 24 August 2014 (구독 필요)
142. 1 2  Ledin, Marina and Victor. "Francis Poulenc (1899–1963) Piano Music, Volume 3", Naxos Music Library, retrieved 22 October 2014
143. 1 2  Ledin, Marina and Victor. "Francis Poulenc (1899–1963) Piano Music, Volume 1", Naxos Music Library, retrieved 22 October 2014
144. ↑  Bush, p. 11
145. ↑  Hell, pp. 100–102
146. ↑  Keck, p. 285
147. ↑  Hell, p. 59
148. ↑  Schmidt (1995), p. 29
149. ↑  Hell, p. 73
150. ↑  Daniel, p. 122; Hell, p. 65; and Schmidt (2001), pp. 282–283 and 455
151. ↑  Hell, p. 104
152. ↑  Schmidt (2001) p. 148
153. ↑  Schmidt (2001), p. 419
154. ↑  Johnson, pp. 4–10
155. ↑  Johnson, p. 13
156. ↑  Hell, pp. 93–97
157. 1 2  Clements, Andrew. "Poulenc: The Complete Songs – review", The Guardian, 17 October 2013
158. ↑  Johnson, p. 70
159. 1 2  Gouverné, Yvonne. "Francis Poulenc" 보관됨 2015-09-24 - 웨이백 머신, Francis Poulenc: musicien français 1899–1963, retrieved 27 October 2014
160. ↑  Johnson, p. 64
161. ↑  Johnson, p. 128
162. ↑  Hell, pp. 98–99
163. ↑  Vernier, David. "Resonant, Resplendent Poulenc Motets, Mass, Chansons", Classics Today, retrieved 18 July 2016
164. 1 2  Sams, Jeremy. "Dialogues des Carmélites", The New Grove Dictionary of Opera, Grove Music Online, Oxford Music Online, Oxford University Press, retrieved 22 October 2014 (구독 필요)
165. ↑  Machart, Renaud. "Francis Poulenc" 보관됨 2021-03-02 - 웨이백 머신, Francis Poulenc: musicien français 1899–1963, retrieved 27 October 2014
166. ↑  Sams, Jeremy. "Voix humaine, La", The New Grove Dictionary of Opera, Grove Music Online, Oxford Music Online, Oxford University Press, retrieved 22 October 2014 (구독 필요)
167. ↑  Bloch, p. 34
168. ↑  "A recital by Pierre Bernac and Francis Poulenc"; and "Francis Poulenc et Denise Duval interprètent", both WorldCat, retrieved 22 October 2014
169. ↑  Hell, p. 112
170. ↑  "Francis Poulenc & Friends", WorldCat, retrieved 21 November 2014
171. ↑  Bloch, pp. 241–253
172. ↑  "Poulenc Piano Music", WorldCat, retrieved 22 October 2014
173. ↑  Gill, Dominic and Charles Timbrell. "Tacchino, Gabriel", Grove Music Online, Oxford University Press, retrieved 10 October 2014 (구독 필요)
174. ↑  Larner, Gerald. "Maître with the light touch", The Times, 6 January 1999, p. 30
175. ↑  "Poulenc Chamber Music", WorldCat, retrieved 22 October 2014
176. ↑  "Poulenc Carmelites" WorldCat, retrieved 27 October 2014
177. ↑  Rorem, Ned. "Poulenc: A Memoir", Tempo, New Series, Number 64, Spring, 1963, pp. 28–29 (구독 필요)
178. ↑  Clark, Philip, "The Gramophone Interview – Pierre Boulez", Gramophone, October 2010, p. 49
179. ↑  Poulenc (1991), p. 94
180. ↑  Duchen, Jessica. "Plucky chicken: Sensual, witty and unfairly dismissed as lightweight", The Guardian, 1 January 1999

### 내용주
1. ↑  "...y a en lui du moine et du voyou."[4] "Voyou"는 적절한 번역어가 없으나 "개구쟁이(naughty boy)"로[5] 번역된다. "누더기를 걸친 사람(ragamuffin)이나 거리의 부랑아(street-urchin)",[6] "부랑아(guttersnipe)",[7] "나쁜 소년",[8] "망나니(bounder)",[9] "훌리건(hooligan)",[10] "악동(rascal)"[11] 등으로 번역되기도 한다.
2. ↑  제니 풀랑크는 모차르트, 슈만, 쇼팽에서 대중적 소곡 작곡가인 안톤 루빈슈타인에[12] 이르기까지 폭넓은 취향을 지녔다. 풀랑크는 오페라 《카르멜회 수녀들의 대화 (1956)》를 "나에게 음악이란 무엇인지 보여주신 어머니께" 바쳤다.[13]
3. ↑  이 때 초연된 작품은 《세 개의 무궁동》, 《세 개의 전원곡Trois pastorales》, 《피아노 조곡》이다.[20]
4. ↑  《흑인 랩소디》 이전에 두 작품이 작곡되었으나 작곡가 본인에 의해 찢겨져 연주되지 못했다는 의견도 있다. 이 작품의 제목은 《한 고관대작의 화장을 위한 행렬 전례서Processional pour la crémation d'un mandarin (1914)》와 《프렐류드 (1916)》인데, 둘 다 피아노 독주를 위한 작품이다.[25] 이후 1917년에서 1919년 사이에 쓰인 곡들도 조금 있었으나 다 찢겼거나 사라졌다.[26]
5. ↑  희롱질, 못된 장난질을 의미하는 영어표현 "leg-pulling"을 이용한 말장난이다.[28]
6. ↑  풀랑크는 라벨이 생상스는 천재였고, 슈만은 멘델스존에 비하면 보잘것 없으며, 드뷔시 후기 작품들은 불쌍하고, 샤브리에의 관현악은 무능하다고 평가했다고 회고한다.[32] 풀랑크는 샤브리에의 음악에 열광했었는데, 1950년대에 "아! 샤브리에, 나는 그를 거의 아버지만큼 좋아한다! 너그러운 아버지, 언제나 명랑하시고 주머니는 팃-비츠(tit-bits, 잡지의 일종)으로 가득 차 있는 아버지. 샤브리에의 음악은 절대 질릴 수 없는 보물창고다. 난 이것 없이는 할 수조차 없었을 것이다. 내가 좌절해있을 때 나를 위로해주었는데, 당신도 알다싶이 ... 모든 남자가 그렇듯 나 역시도 슬플 때 웃고싶은 그런 남자다."라 말한다.[33]
7. ↑  원문을 그대로 옮기자면, 풀랑크는 사티의 말에 대해"Ce c... de Ravel, c'est stupide tout ce qu'il dit!"라 남겼다.[34]
8. ↑  풀랑크는 1958년에 그가 당시 얼마나 라벨을 존경하게 되었으고 이를 보여줄 수 있음에 감사하는지 언급한다. 그는 이를 단순히 글로만 보인것이 아니라 피아니스트로서 라벨의 작업을 해석함을 통해 보였다고 말한다.[36]
9. ↑  미요의 관점에 대해 여러 가지 의혹이 있다. 1957년의 Music & Letters지는 프랑스 6인조는 임의로 선정된게 아니라 장 콕토에 의해 신중하게 선정되었다고 말하고 있다.[42] 음악학자 로버트 올레지(Robert Orledge)도 2003년에 이와 비슷한 주장을 펼친 바 있다.[43]
10. ↑  케클렝은 라벨과 마찬가지로 가브리엘 포레의 제자였지만, 풀랑크는 포레에게 이들이 가진 만큼 애정을 가지지는 않았다. 한 포레 연구자는 풀랑크가 6인조중에서 '포레의 맑은 명료함, 가곡의 수준, 매력의 면에서 가장 가깝기 때문에' 이러한 혐오를 이해할 수 없다고 말한다.[49]
11. ↑  리노셰에게 헌정된 곡으로는 《묘비명》 외에도 호른, 트럼펫과 트롬본을 위한 소나타(1922), 《이 예쁘고 작은 얼굴Ce doux petit visage (1939)》, 《전형적 동물들Les Animaux modèles (1941)》, 《캘리그램Calligrammes (1948)》 중 "여행"이 있다.[63]
12. ↑  풀랑크는 멜로디를 작곡할 때 베르나크의 음색과 섬세함을 고려했다. 피터 피어스와 벤저민 브리튼의 영향이 피에르 베르나크와 비교할 만 하나, 베르나크는 전문적인 분야에서만 영향력이 높았다.[73][74]
13. ↑  풀랑크는 오직 프랑스 가곡만 연주했었다고 회고하나, 이 회고는 정확하지 않다. 일부 프로그램에서는 로베르트 슈만의 독일어 가곡도 발견된다.[82][83]
14. ↑  이 애국적 소곡은 프로이센-프랑스 전쟁 당시 프로이센이 알자스와 로렌 두 지역을 무력으로 합병할 때 작곡된 노래다. 프랑스는 제1차 세계대전으로 양 지역을 되찾았지만, 《전형적 동물들》이 작곡될 때는 프랑스 전역이 독일 치하에 놓여있었다.[87]
15. ↑  실제로 이 곡은 미국에서 1953년에, 영국에서는 1958년에 올드버러 음악제에서 처음으로 연주된다.[98] 현재에도 다른 두 오페라인 《카르멜회 수녀들의 대화》나 《인간의 목소리》가 2012~2014년에 네 번 이상 연주된 것에 비해 그 정도의 인기를 얻고 있지는 못하다.[99]
16. ↑  풀랑크와 불레즈는 비록 음악적 지향은 달랐지만, 개인적으로는 원만한 관계를 유지했음을 둘이 주고받은 편지에서 확인할 수 있다.[102]
17. ↑  1949년, 미국에서 로버트 쇼의 연주로 풀랑크의 미사(1936)가 녹음되자 몹시 흥분하며
 "최소한 세상은 내가 진지한 작곡가라는 것을 알아줄 것이다"라 외쳤다.[104]
18. ↑  그가 걸린 병은 늑막염 또는 폐암 등으로 보고되었다.[104][110]
19. ↑  원본은 프랑스어로 "grrrrrande"[117]
20. ↑  이 당시 음악계에는 풀랑크가 마리아 칼라스를 위한 독주 오페라를 쓴다는 농담이 퍼져있었는데, 사실 풀랑크는 뒤발을 제외하고는 칼라스 뿐 아니라 누구도 주연으로 고려하지 않았다.[118]
21. ↑  풀랑크는 예전에는 프랑스에서 가장 촉망받는 젊은 작곡가로 메시앙을 꼽았었으나,[127] 1950년 미요에게 보내는 편지에서 메시앙의 요즘 작품은 과거와 비교할 때 "비데에서 나오는 성수"같다는 사견을 달았다.[128]
22. ↑  원문은 다음과 같다: "Je souhaite une musique saine, claire et robuste, une musique aussi franchement française que celle de Strawinsky est slave."[133]
23. ↑  따라서 풀랑크가 위의 글을 쓸 때는 12개의 곡밖에 나오지 않은 상태였다. 1번에서 10번까지는 1920년대에, 11번과 12번은 1930년대에 쓰였으며 나머지 13번부터 15번까지는 1958년에서 1959년 사이에 쓰였다.[141]
24. ↑  1919년에 하위헌스 콘서트홀에서 바이올린 소나타가 연주된 기록이 있으나 출판되지 않았으며 현재 소실되었다.[148]
25. ↑  이 사중주의 주제는 《신포니에타》에서 사용되었다.[149]
26. ↑  헬(Hell)은 이를 두 행진곡과 하나의 인터메쪼(1937)과 함께 "챔버 오케스트라를 위한 작품"으로 분류하였다.[151]
27. ↑  2013년에 발매된 가곡 전집은 4장의 CD로 구성되어있으며 다 듣는데에만 5시간 이상이 걸린다.[154]

## 참고 문헌
- Bloch, Francine (1984). 《Francis Poulenc, 1928–1982: Phonographie》 (프랑스어). Paris: Bibliothèque nationale, Département de la phonothèque nationale et de l'audiovisuel. ISBN 978-2-7177-1677-1.
- Buckland, Sidney; Myriam Chimènes, 편집. (1999). 《Poulenc: Music, Art and Literature》. Aldershot: Ashgate. ISBN 978-1-85928-407-0.
- Burton, Richard D E (2002). 《Francis Poulenc》. Bath: Absolute Press. ISBN 978-1-899791-09-5.
- Bush, Geoffrey (1988). 《Notes to CD set Poulenc – Works for Piano》. Colchester: Chandos. OCLC 705329248.
- Canarina, John (2003). 《Pierre Monteux, Maître》. Pompton Plains, US: Amadeus Press. ISBN 978-1-57467-082-0.
- Cayez, Pierre (1988). 《Rhône-Poulenc, 1895–1975》 (프랑스어). Paris: Armand Colin and Masson. ISBN 978-2-200-37146-3.
- Chimènes, Myriam (2001). 〈Évolution des goûts de Francis Poulenc à travers sa correspondance〉.   Arlette Michel; Loïc Chotard. 《L'esthétique dans les correspondances d'écrivains et de musiciens, XIXe–XXe siècles》 (프랑스어). Paris: Presses de l'Université de Paris-Sorbonne. ISBN 978-2-84050-128-2.
- Daniel, Keith W (1982). 《Francis Poulenc: His Artistic Development and Musical Style》. Ann Arbor, US: UMI Research Press. ISBN 978-0-8357-1284-2.
- Delamarche, Claire (1996). 《Notes to CD set Poulenc Concertos》. London: Decca. OCLC 40895775.
- Desgraupes, Bernard; Keith Anderson (trans) (1996). 《Notes to CD set Les mariés de la tour Eiffel》. Munich: MVD. OCLC 884183553.
- Doctor, Jennifer (1999). 《The BBC and Ultra-modern Music, 1922–1936》. Cambridge and New York: Cambridge University Press. ISBN 978-0-521-66117-1.
- Harding, James (1994). 《Notes to CD set Ravel and Poulenc – Complete Chamber Music for Woodwinds, Volume 2》. London: Cala Records. OCLC 32519527.
- Hell, Henri; Edward Lockspeiser (trans) (1959). 《Francis Poulenc》. New York: Grove Press. OCLC 1268174.
- Hinson, Maurice (2000). 《Guide to the Pianist's Repertoire》. Bloomington, US: Indiana University Press. ISBN 978-0-253-10908-8.
- Ivry, Benjamin (1996). 《Francis Poulenc》. London: Phaidon Press. ISBN 978-0-7148-3503-7.
- Johnson, Graham (2013). 《Notes to CD set Francis Poulenc – The Complete Songs》. London: Hyperion. OCLC 858636867.
- Keck, George Russell (1990). 《Francis Poulenc – A Bio-bibliography》. New York: Greenwood Press. ISBN 978-0-313-25562-5.
- Landormy, Paul (1943). 《La musique française après Debussy》. Paris: Gallimard. OCLC 3659976.
- Machart, Renaud (1995). 《Poulenc》 (프랑스어). Paris: Seuil. ISBN 978-2-02-013695-2.
- Nectoux, Jean-Michel; Roger Nichols (trans) (1991). 《Gabriel Fauré – A Musical Life》. Cambridge: Cambridge University Press. ISBN 978-0-521-23524-2.
- Nichols, Roger (1987). 《Ravel Remembered》. London: Faber and Faber. ISBN 978-0-571-14986-5.
- Orledge, Robert (2003). 〈Satie and Les Six〉.   Richard Langham Smith; Caroline Potter. 《French Music since Berlioz》. Aldershot, UK and Burlington, US: Ashgate. ISBN 978-0-7546-0282-8.
- Poulenc, Francis (1963).  Stéphane Audel, 편집. 《Moi et mes amis》 (프랑스어). Paris and Geneva: Palatine. OCLC 504681160.
- Poulenc, Francis (1978).  Stéphane Audel, 편집. 《My Friends and Myself》. 번역 James Harding. London: Dennis Dobson. ISBN 978-0-234-77251-5.
- Poulenc, Francis (1991).  Sidney Buckland, 편집. 《Francis Poulenc: Correspondence 1915–1963》. 번역 Sidney Buckland. London: Victor Gollancz. ISBN 978-0-575-05093-8.
- Poulenc, Francis (1994).  Myriam Chimènes, 편집. 《Correspondance 1910–1963》 (프랑스어). Paris: Fayard. ISBN 978-2-213-03020-3.
- Poulenc, Francis (2014).  Nicolas Southon, 편집. 《Articles and Interviews – Notes from the Heart》. 번역 Roger Nichols. Burlington, US: Ashgate. ISBN 978-1-4094-6622-2.
- Romain, Edwin (1978). 《A Study of Francis Poulenc's Fifteen Improvisations for Piano Solo》. Hattiesburg, US: University of Southern Mississippi. OCLC 18081101.
- Roy, Jean (1964). 《Francis Poulenc》 (프랑스어). Paris: Seghers. OCLC 2044230.
- Sams, Jeremy (1997) [1993]. 〈Poulenc, Francis〉.   Amanda Holden. 《The Penguin Opera Guide》. London: Penguin Books. ISBN 978-0-14-051385-1.
- Schmidt, Carl B (1995). 《The Music of Francis Poulenc (1899–1963) – A Catalogue》. Oxford and New York: Oxford University Press. ISBN 978-0-19-816336-7.
- Schmidt, Carl B (2001). 《Entrancing Muse: A Documented Biography of Francis Poulenc》. Hillsdale, US: Pendragon Press. ISBN 978-1-57647-026-8.

## 더 읽어보기
- Bernac, Pierre (1978). 《Francis Poulenc et ses mélodies》 (프랑스어). Paris: Éditions Buchet-Chastel. OCLC 5075759.
- Lacombe, Hervé (2013). 《Francis Poulenc》 (프랑스어). Paris: Fayard. ISBN 978-2-213-67199-4.
- Mellers, Wilfrid (1993). 《Francis Poulenc》. Oxford and New York: Oxford University Press. ISBN 978-0-19-816337-4.
- Poulenc, Francis (1993) [1964]. 《Journal de mes mélodies》 (프랑스어). Paris: Cicero. ISBN 978-2-908369-10-6.
- Poulenc, Francis (1999).  Lucie Kayas, 편집. 《À bâtons rompus (écrits radiophoniques, Journal de vacances, Feuilles américaines)》 (프랑스어). Arles: Actes Sud. ISBN 978-2-7427-2033-0.
- Poulenc, Francis (2011).  Nicolas Southon, 편집. 《J'écris ce qui me chante: écrits et entretiens》 (프랑스어). Paris: Fayard. ISBN 978-2-213-63670-2.
- Ramaut, Alban, 편집. (2005). 《Francis Poulenc et la voix》 (프랑스어). Lyon: Symétrie. ISBN 978-2-914373-02-9.